# Церква Святого Духа (Мінськ)
Церква Святого Духа (біл. Царква Сьвятога Духа) — втрачений греко-католицький храм та монастирський комплекс у Мінську, пам'ятник архітектури Ренесансу. Комплекс заснований в 1616 році і включав церкву, житловий монастирський комплекс і господарські споруди. Розташовувався на Високому Ринку в межах сучасних вулиць Енгельса, Інтернаціональної і Площі Свободи, і був обнесений кам'яним муром. Церква Святого Духа поєднувалася критою галереєю з монастирем Святого Духа сестер василіянок. Церква була головною спорудою комплексу чоловічого і жіночого василіянських монастирів.
У 1936 році більшовики підірвали церкву. До нашого часу збереглися фундаменти і крипти з останками фундаторів храму. 2011 року будівлю церкви було відновлено.

## Історія

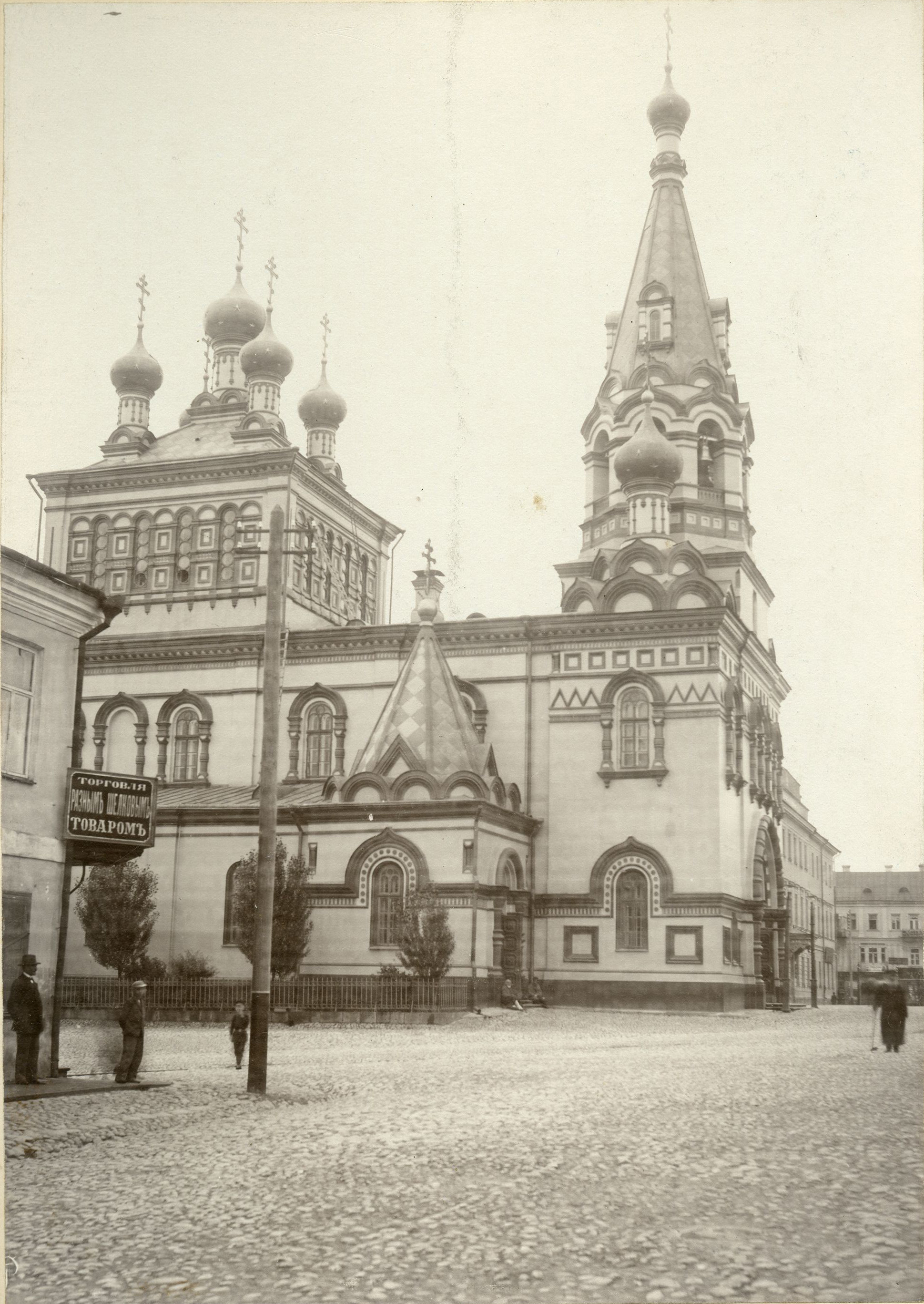

Деякі дослідники вважають, що кам'яну церкву Святого Духа побудували, приблизно, у 1616 році, проте білоруський історик архітектури В.Денисов вказує на те, що будівництво храму велося пізніше — у 30-ті-40-ві роки XVII ст. Справа в тому, що на площі, поряд з василіанським монастирем, була вільна площа «Лужина», яку лише в 1636 році передали Свято-Духівському монастирю для будівництва кам'яної церкви, замість дерев'яної. Вважається, що будівництво нового храму стало можливим, коли у 1634 році монастир отримав 2000 злотих від заможного полоцького міщанина.У 1641 р. завдяки пожертвуванню кастелянки Сюзанни Гонсевської з Тракаї був заснований ще і монастир василіянок. Але вільного місця для ще одного храму на площі Високий ринок не було, тому церква стала спільною для жіночого і чоловічого монастирів, що було рідкісною практикою того часу.
Існує припущення про те, що будівництво церкви завершилось у 1650-х роках, тому що вже у 1651 році унійний митрополит Атана́сій Селя́ва передав 20 000 злотих у спадщину василіянському монастирю з єдиною умовою — бути похованим у церкві Святого Духа. Пізніше, під час московсько-польської Тринадцятилітньої війни (1654—1667) рр. церква використовувалась у оборонних цілях.
Як головна сакральна споруда на Високому ринку святиня вражала сучасників своєю пишністю. Стольник П. Толстой у 1697 році писав: «У цьому монастирі церква кам'яна велика, в якій склепіння неабиякі, яких мало в кам'яній архітектурі Польщі».
У 1795 році російська влада відібрала церкву в уніатів, а вже в 1799 році переосвятили храм на Петропавлівський православний собор. Після скасування Греко-Католицької Церкви (1839) до собору повернули Чудотворний образ Божої Матері (зберігався у Церкві Святого Духа від 18 жовтня 1616 року, а по відібранню її в уніатів ікону перенесли в інший греко-католицький храм).
У 1835 році сталася пожежа, через що храм був кардинально перебудований в 1846-1850 рр. в псевдо-руському стилі (Архітектор Густав Валерт).  Друга перебудова храму відбулася у 1893 році у стилі середньовічної московської архітектури.

У 2009-2011 рр. будівлю церкви було відновлено до її первісного вигляду середини XVII ст. За основу взяли малюнок невідомого художника першої половини XIX століття, обміри - 1843 року, зображення фасаду - 1800 року. Також було вирішено відновити галерею, що сполучає храм і будівлю жіночого монастиря, в якому зараз знаходиться дитяча музична школа. У відновленій церкві Святого Духа розмістився концертний зал дитячої філармонії "Верхнє місто".

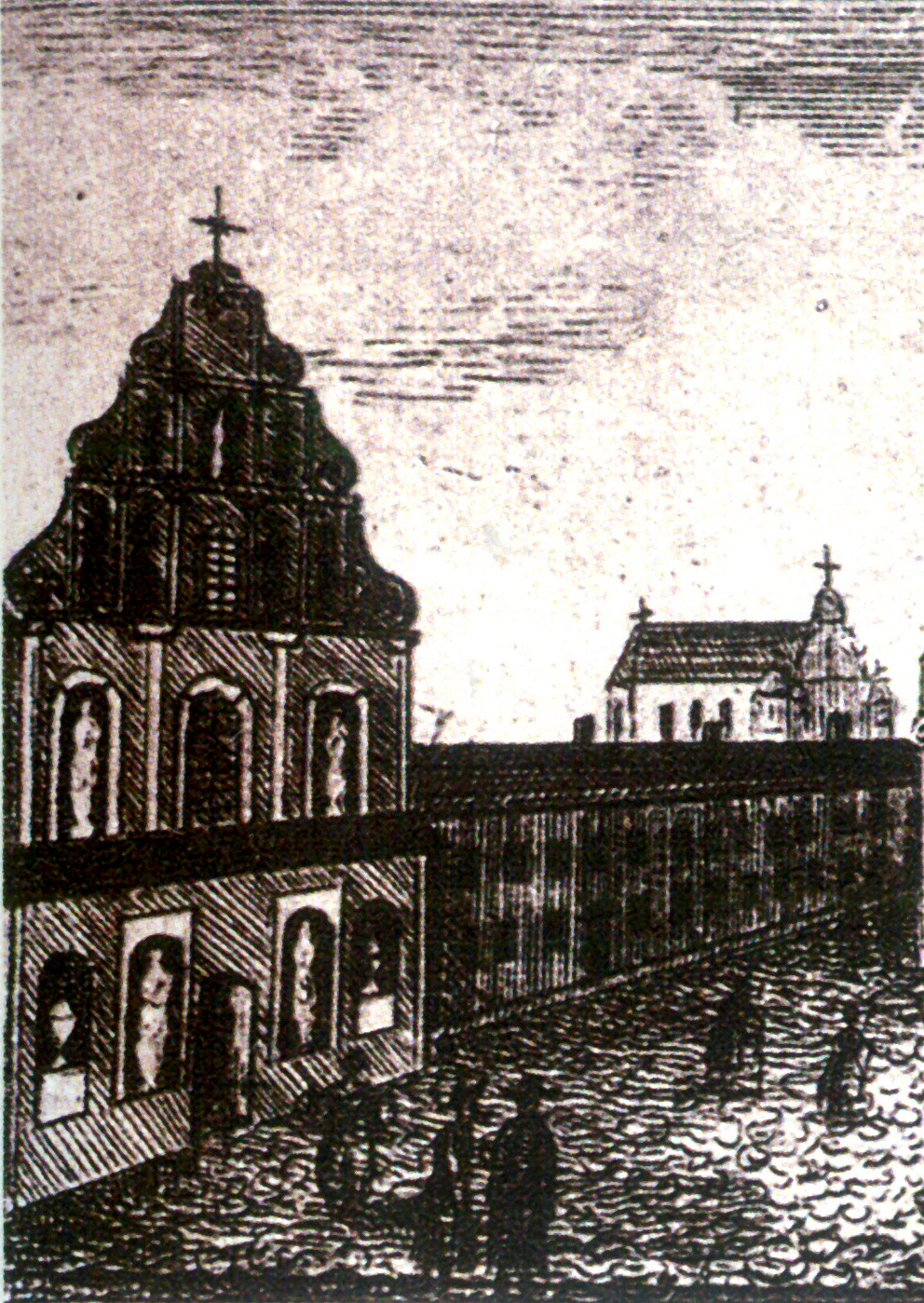
Зліва Церква Святого Духа, зображення початку XIX ст.
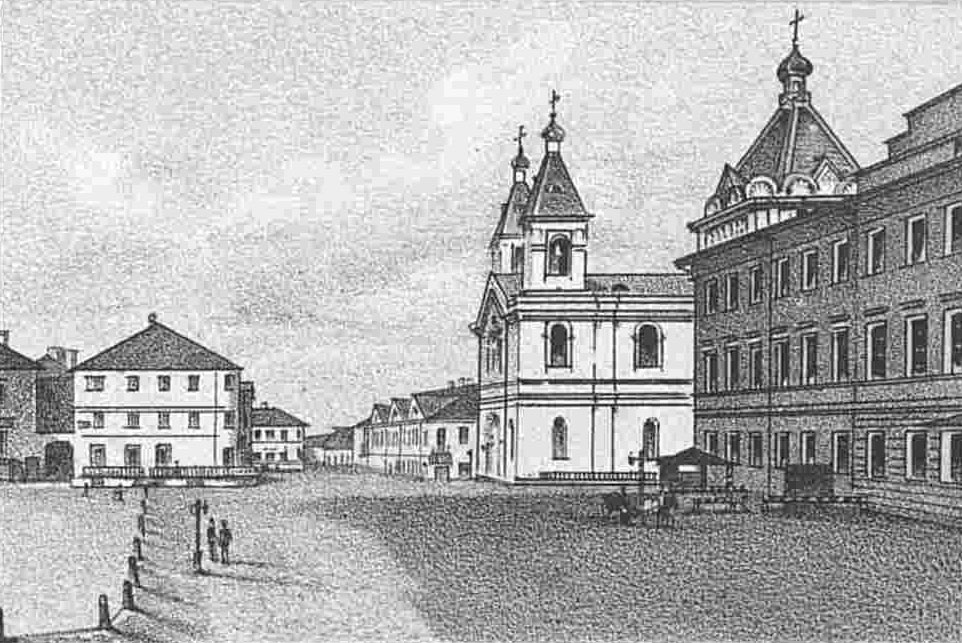
Зображення середини ХІХ ст.
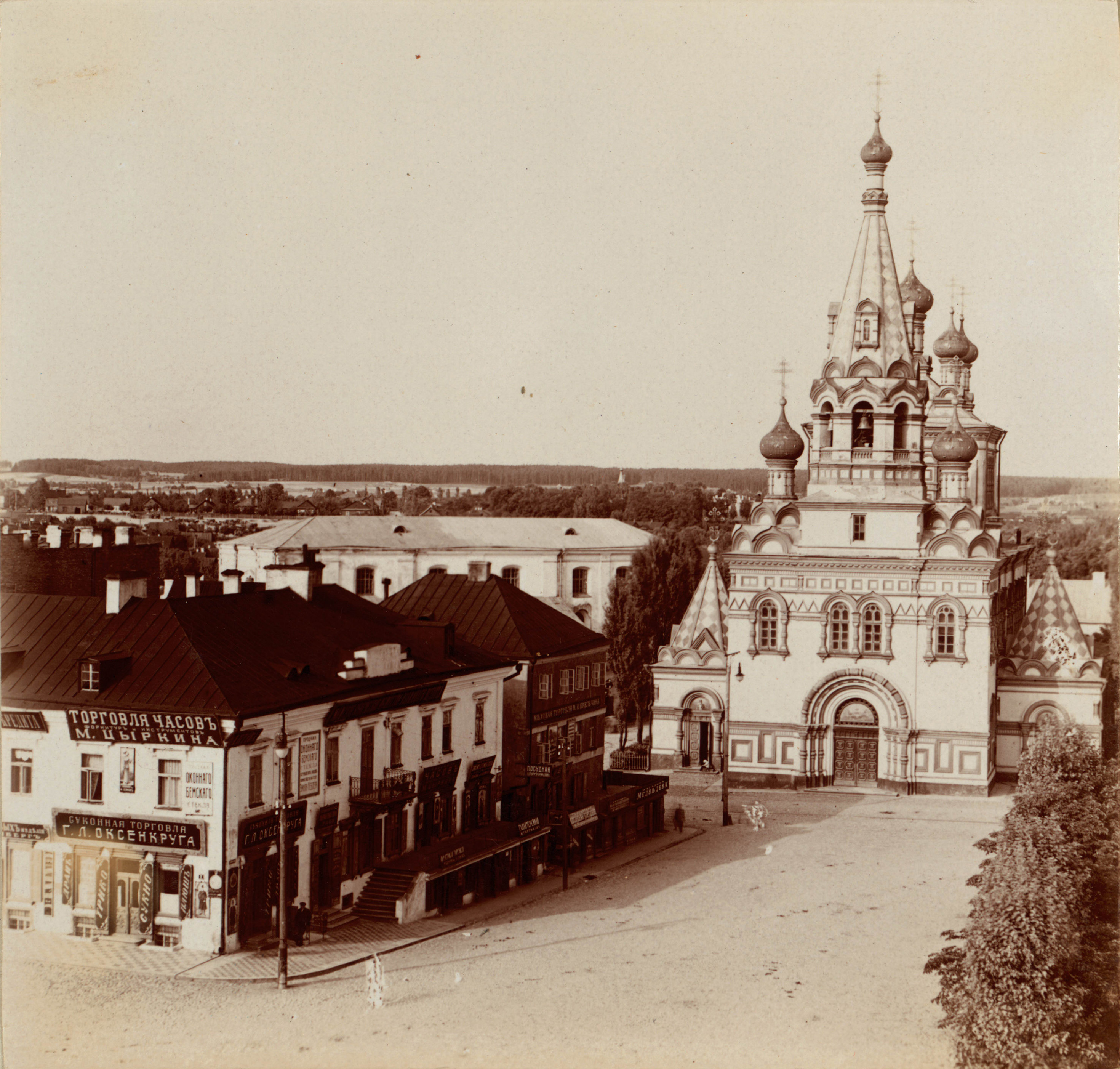
Церква перебудована в псевдо-руському стилі, фото С.Пракудіна-Горського

## Архітектура
У будівлі поєднувались риси готики і північного ренесансу. Головний фасад прикрашали ніші, розписані фресками із зображеннями святих. Подібний синтез архітектури і живопису практично не зустрічається в сакральній архітектурі Європи і є особливістю зодчества Білорусі, її внеском в загальноєвропейське будівельне мистецтво епохи Ренесансу.

## Галерея

### До перебудови

До перебудови Москвою
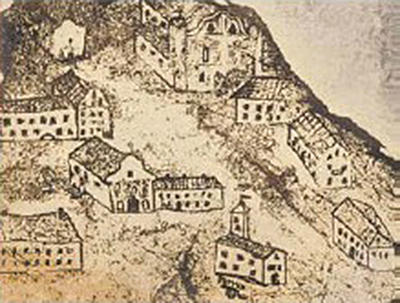
Зображення XVIII ст.
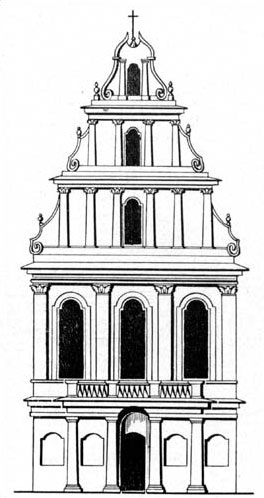
Головний фасад. «Атлас Мінської губернії», 1800
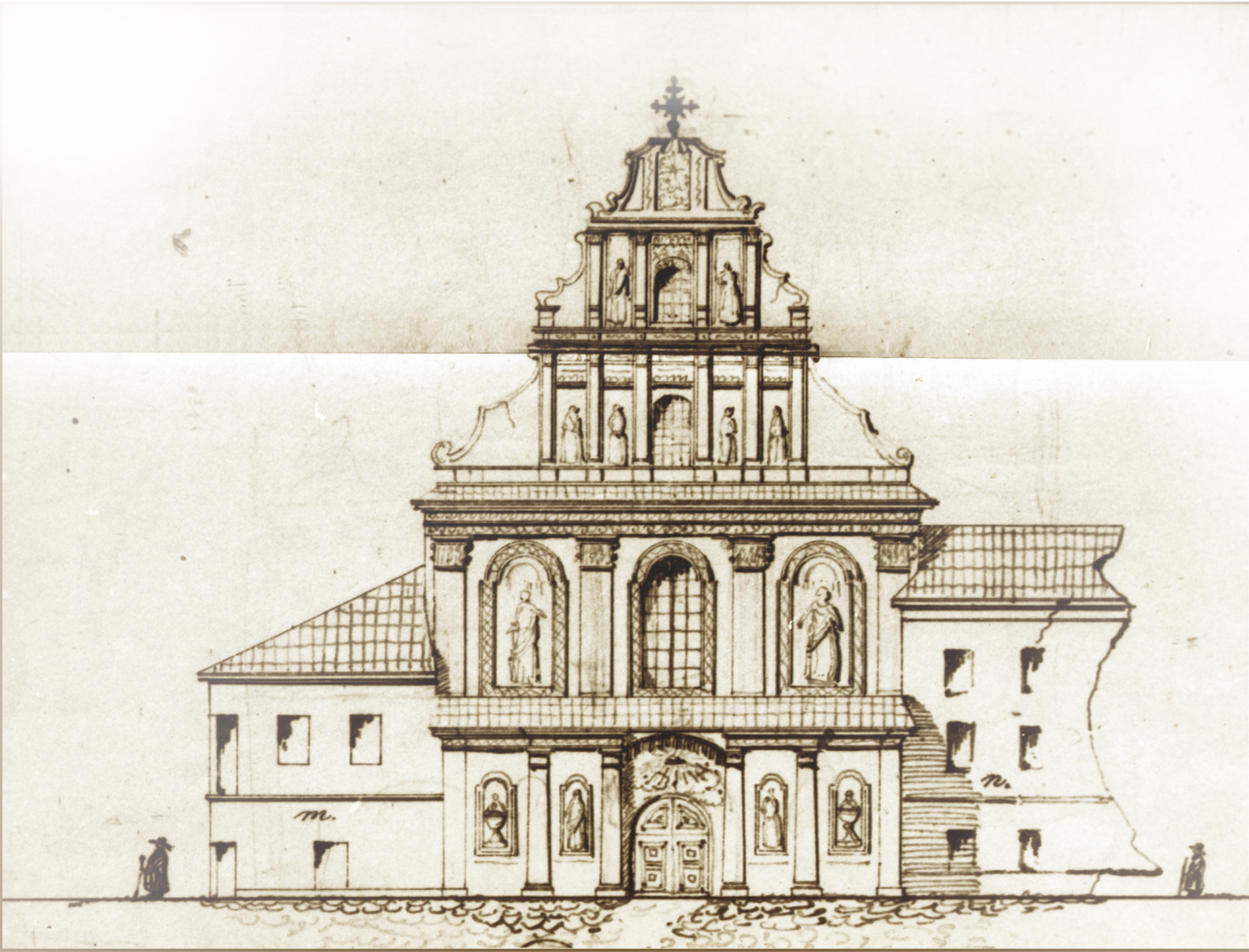
Головний фасад, 1843
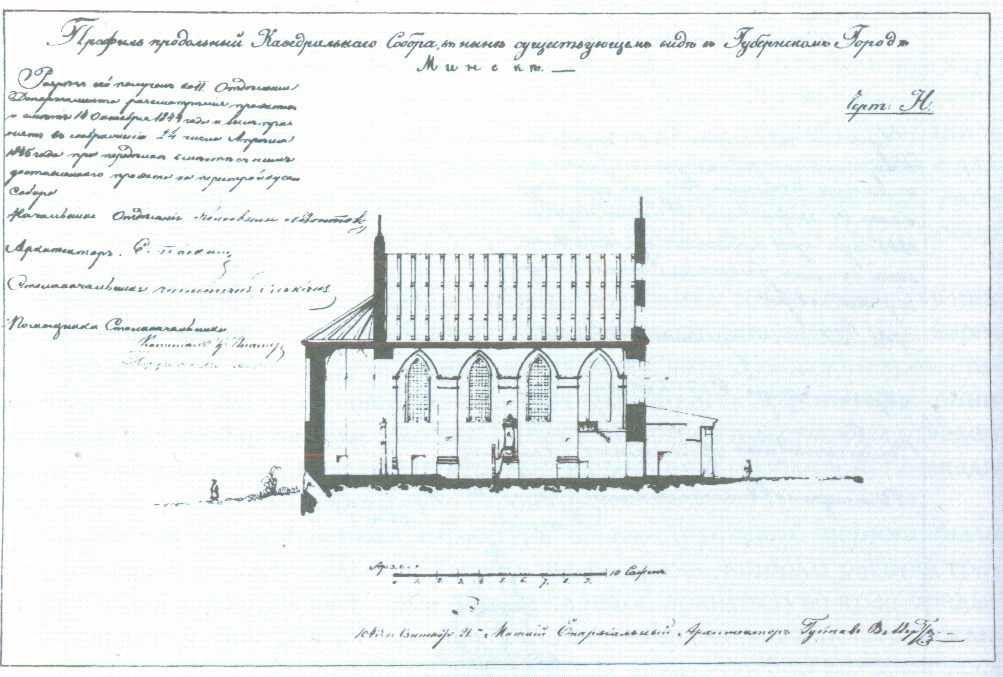
Перекриття, 1843
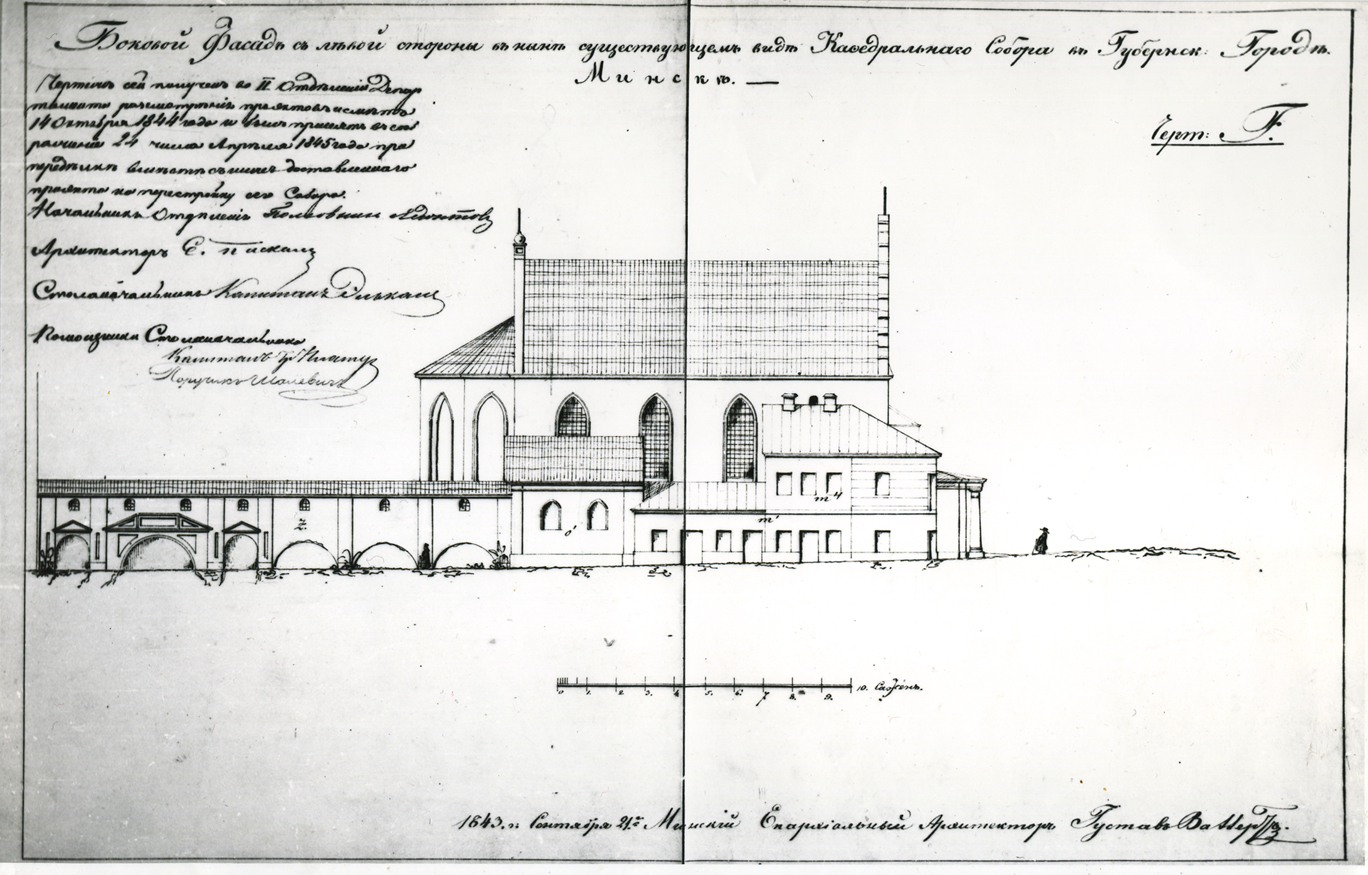
Бічний фасад, 1843
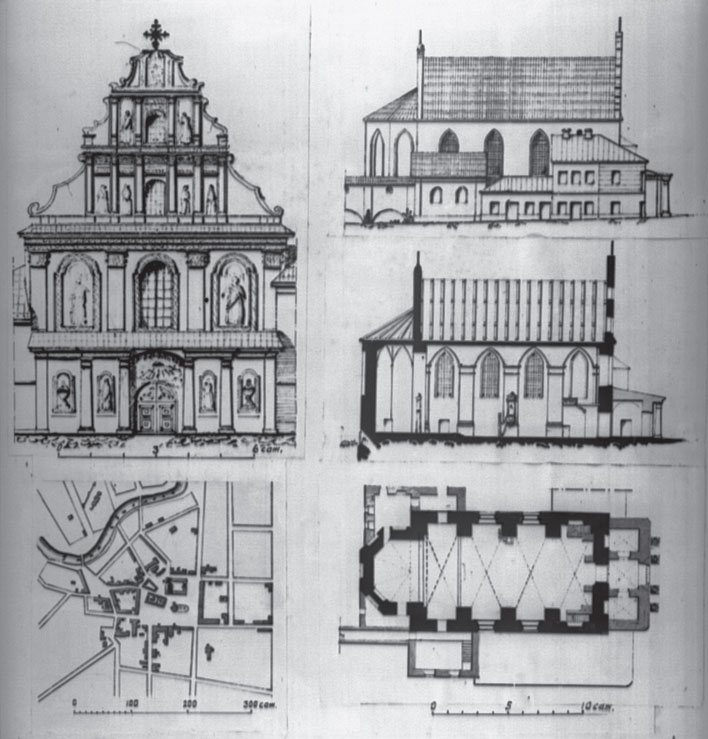
Обміри, 1844
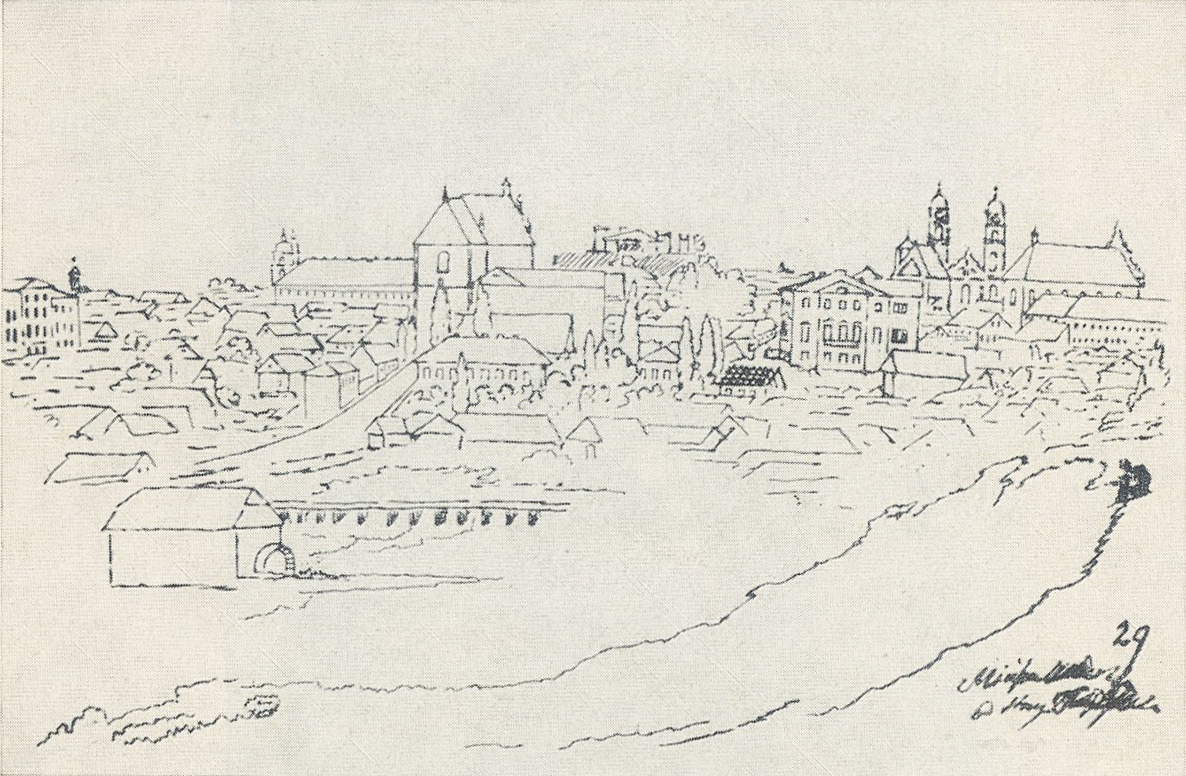
З боку Плебанських млинів, до1843 р.
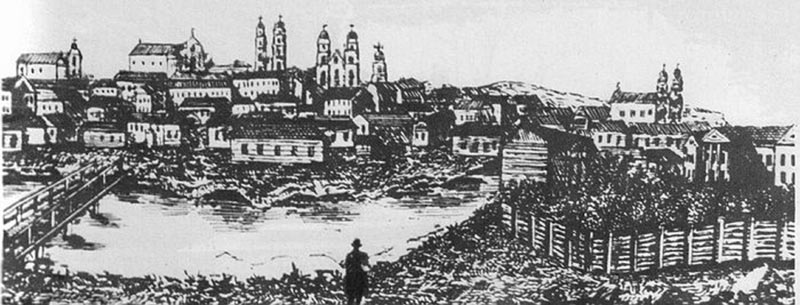
З боку Троїцької гори, до 1843 р.

Після першої перебудови Московії
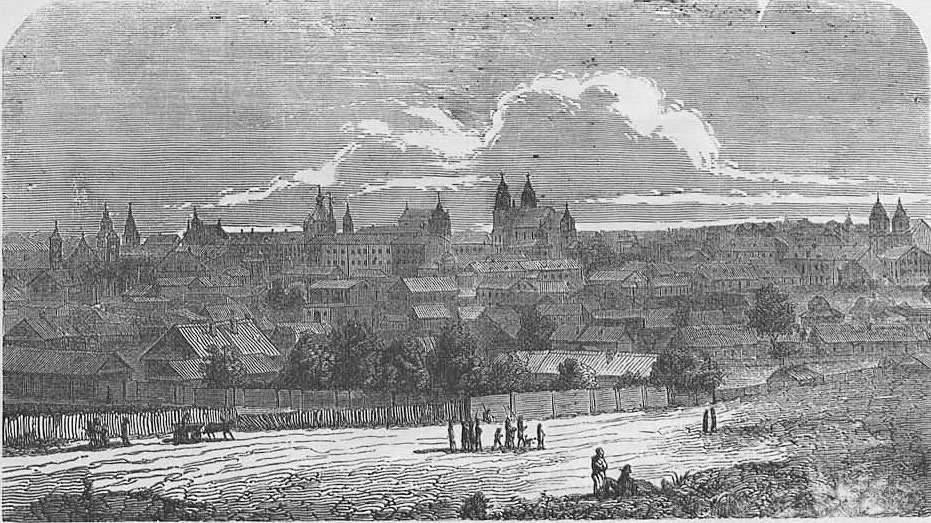
У панорамі міста, до 1843 р.
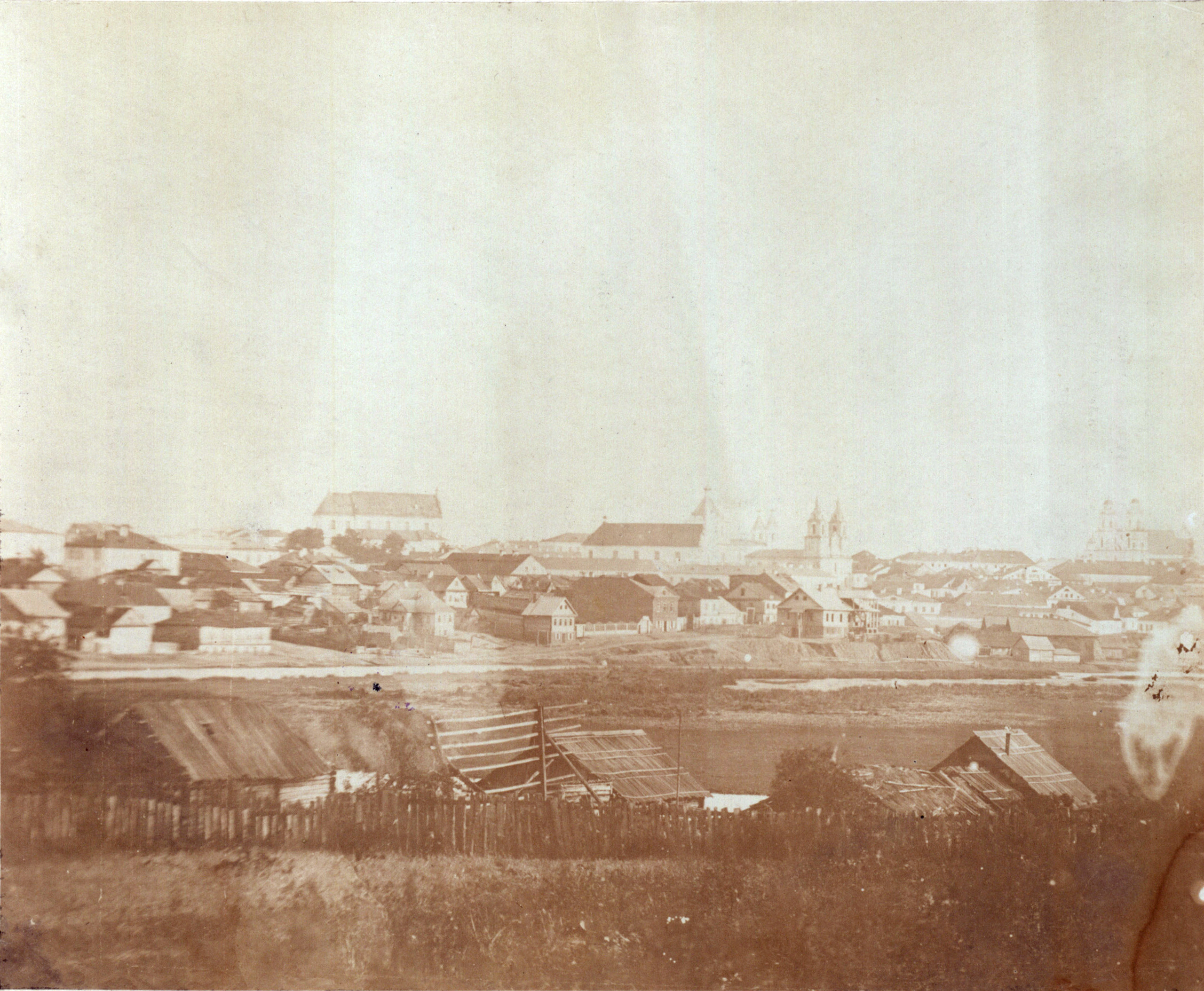
З боку татарських городів, 1863 р.
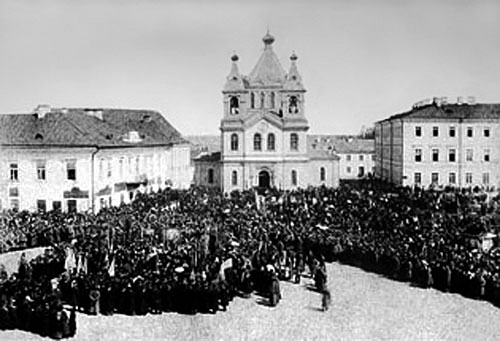
1885
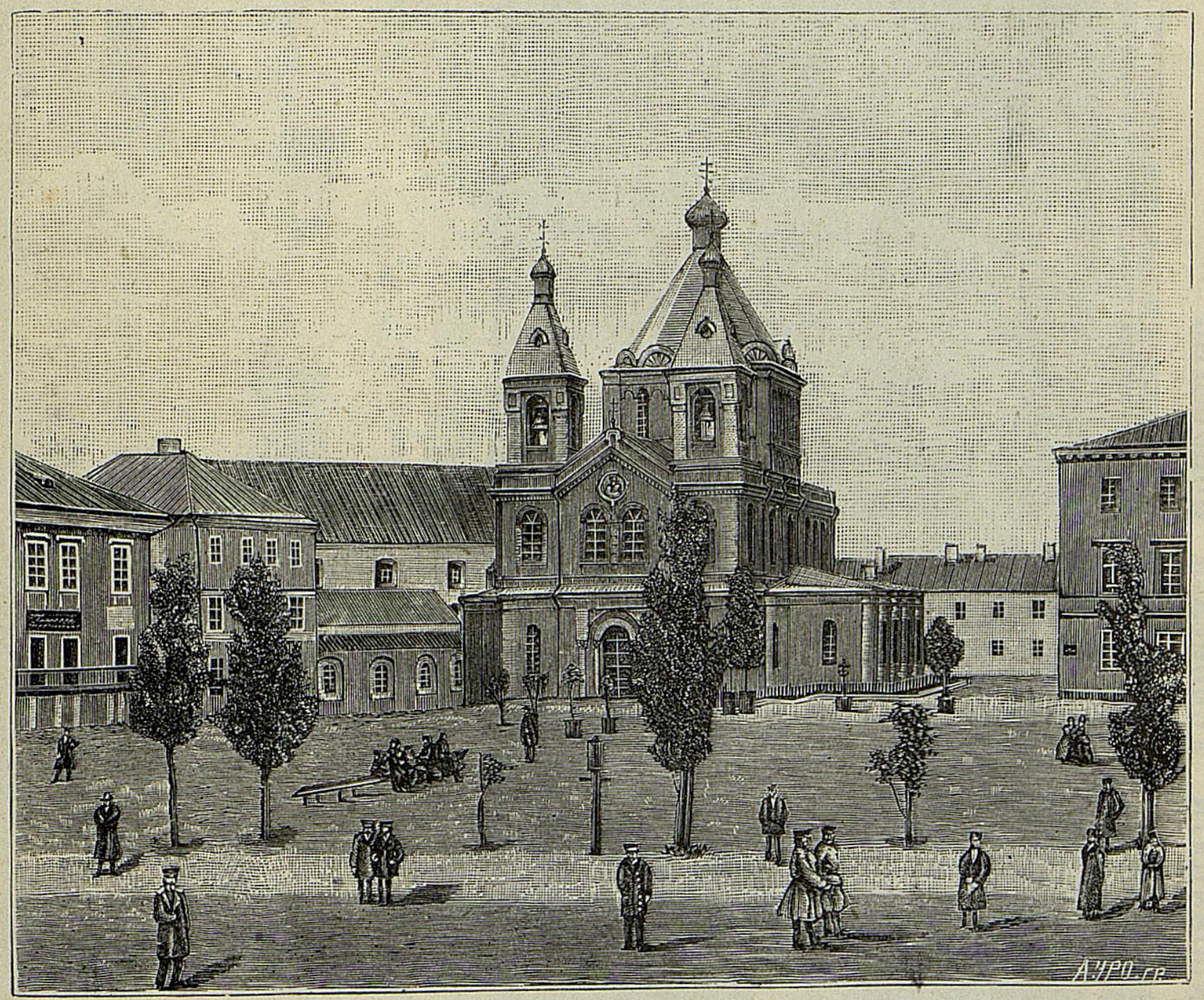
1898

Після другої перебудови
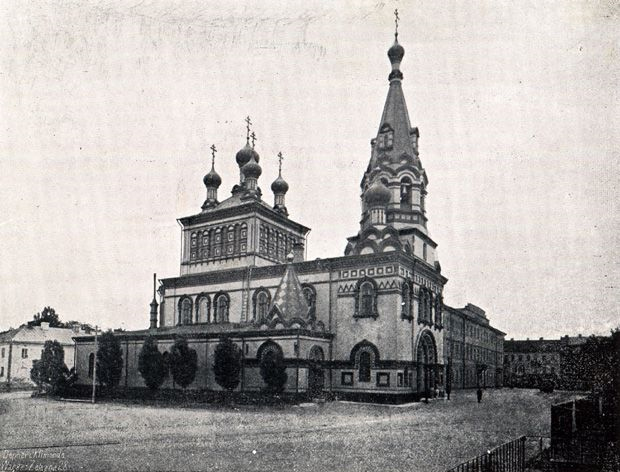
Вид після другої московської перебудови
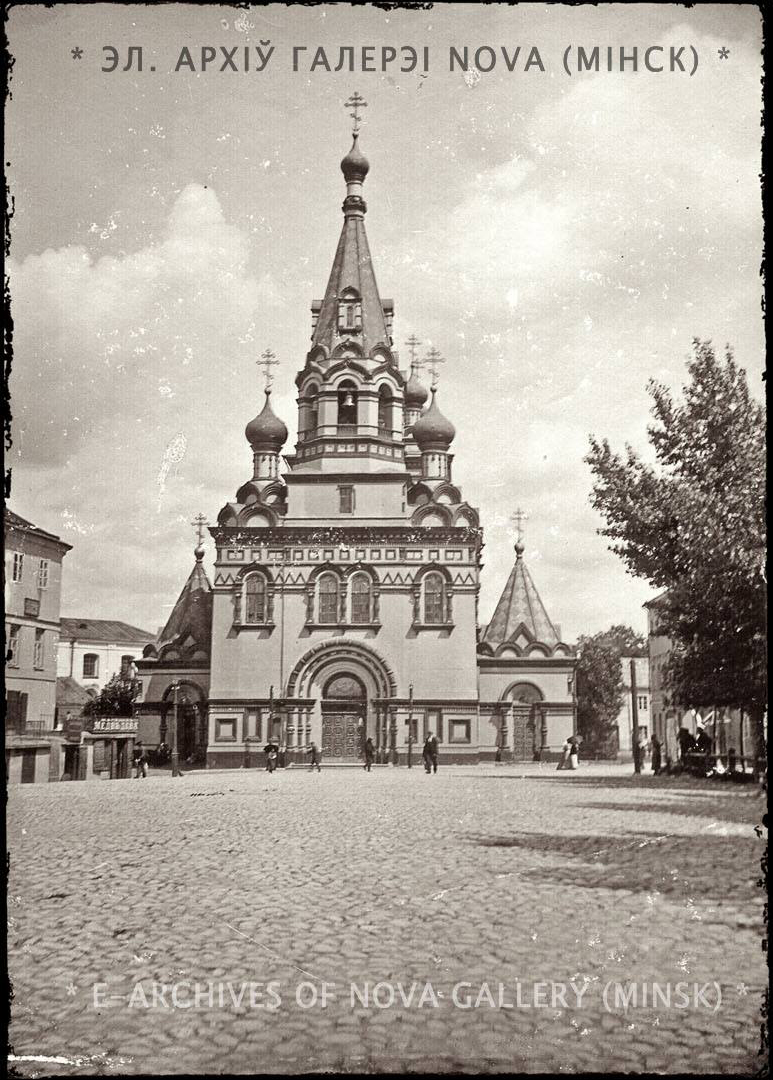
Загальний вигляд, близько 1900 р.
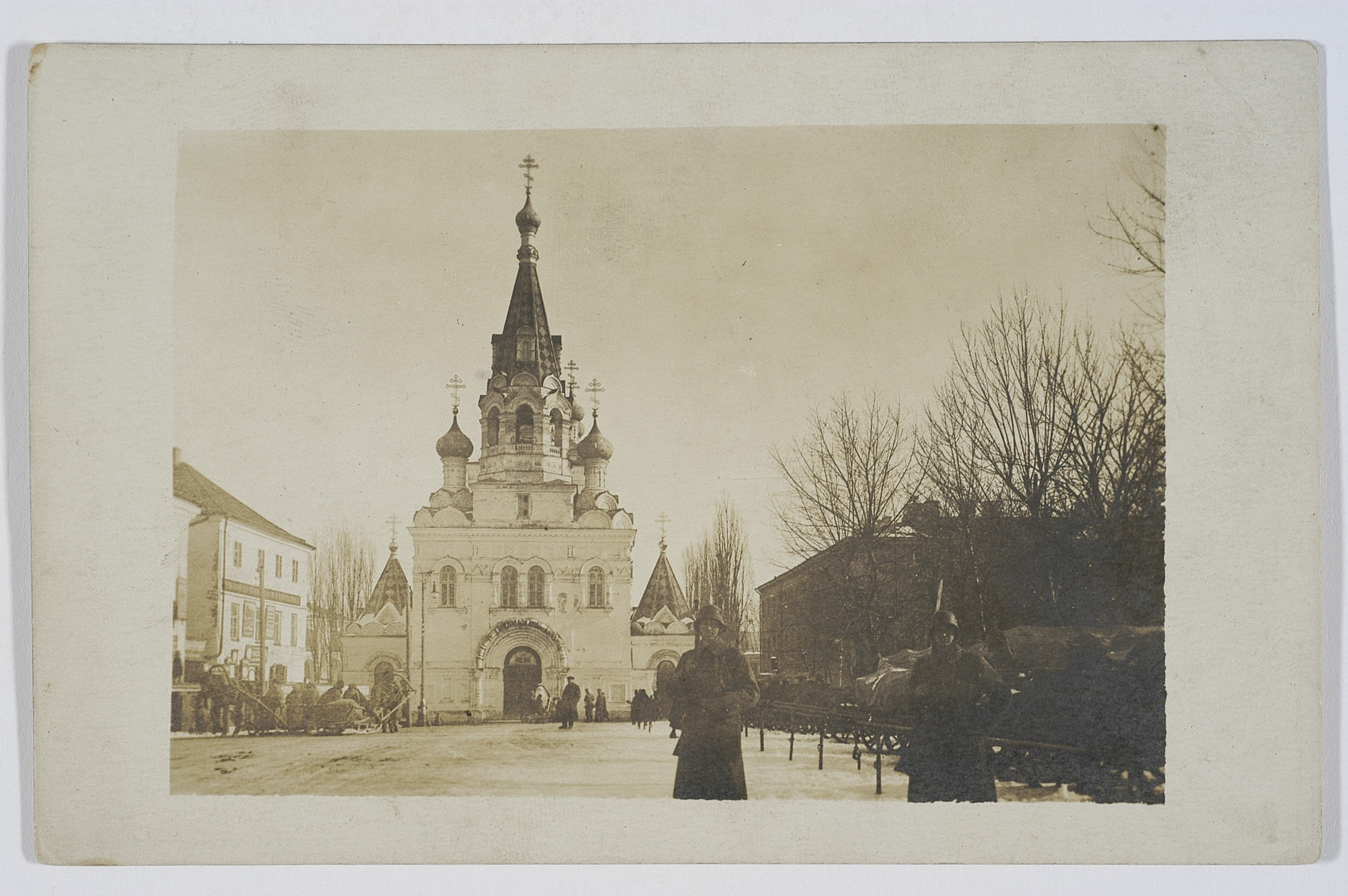
1903
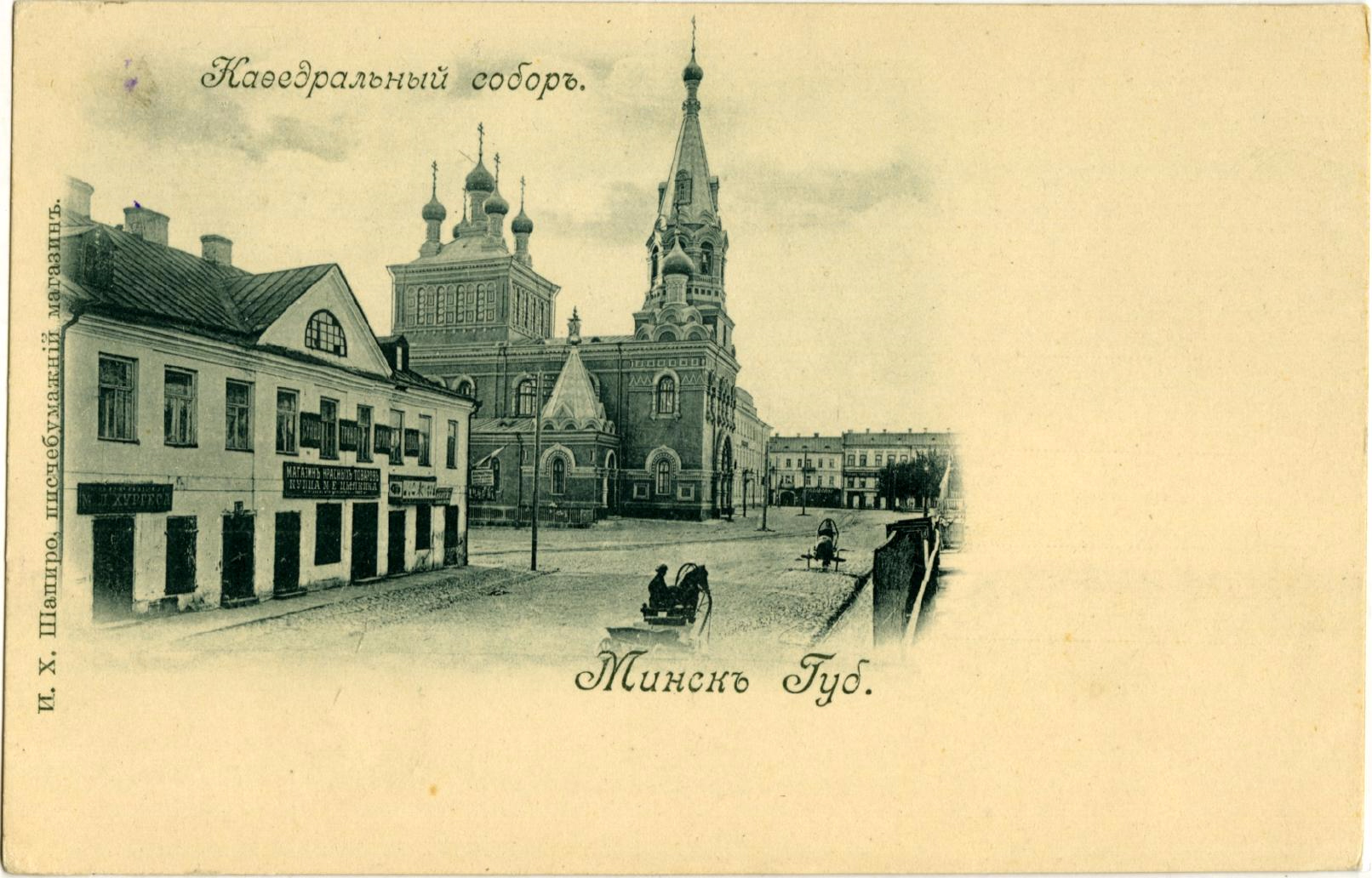
1904
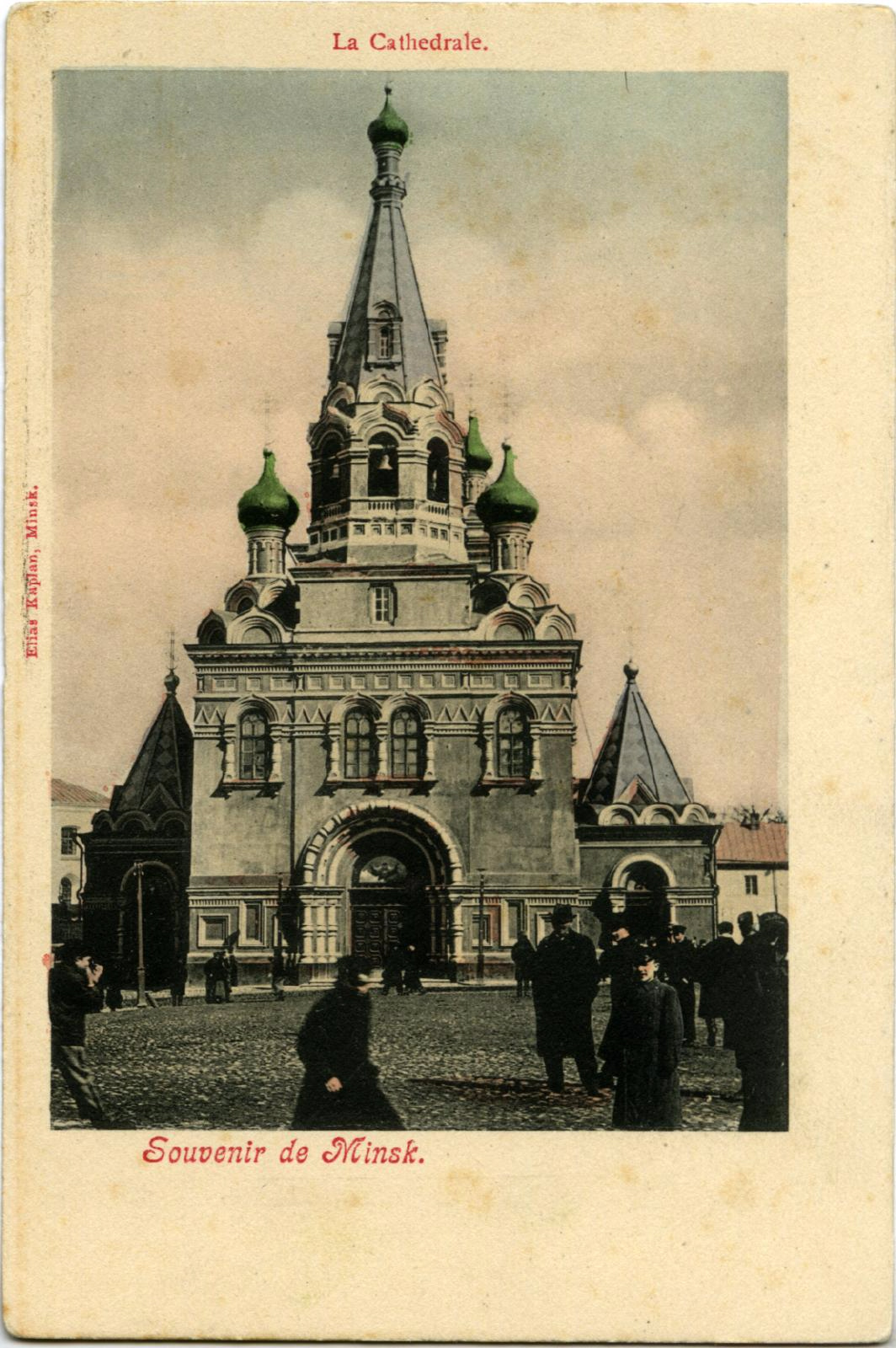
1904
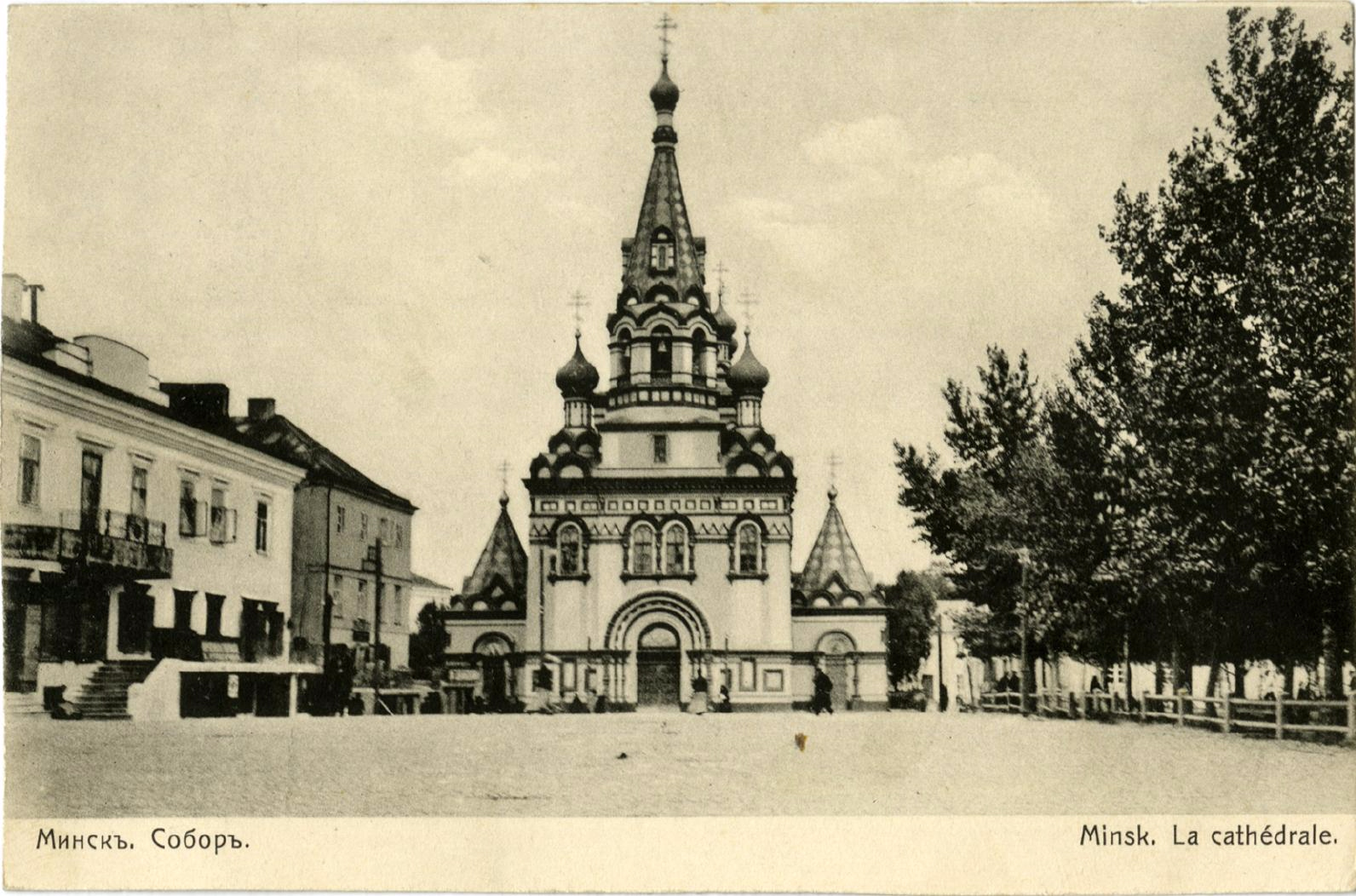
1904
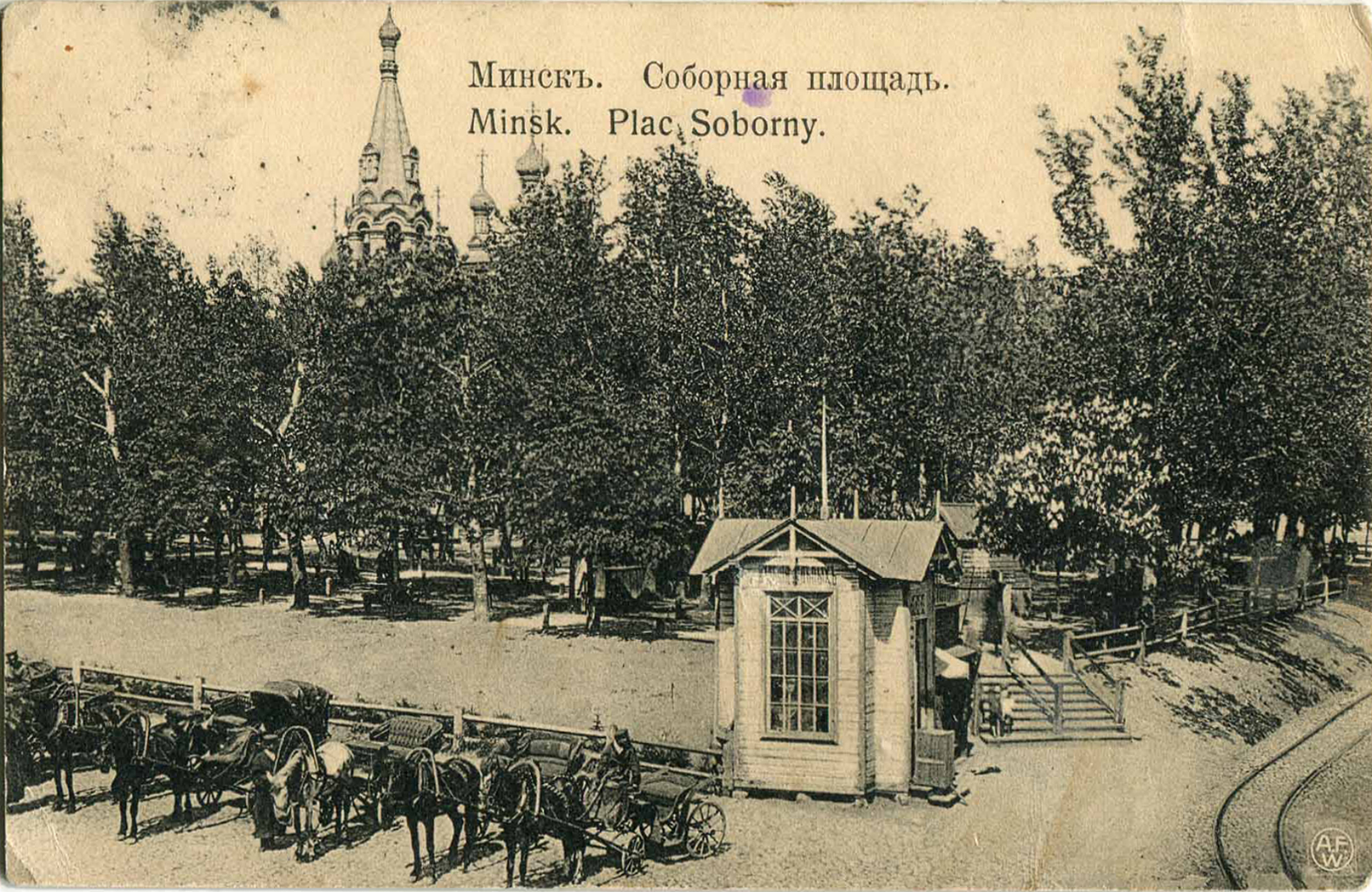
З боку скверу, 1913
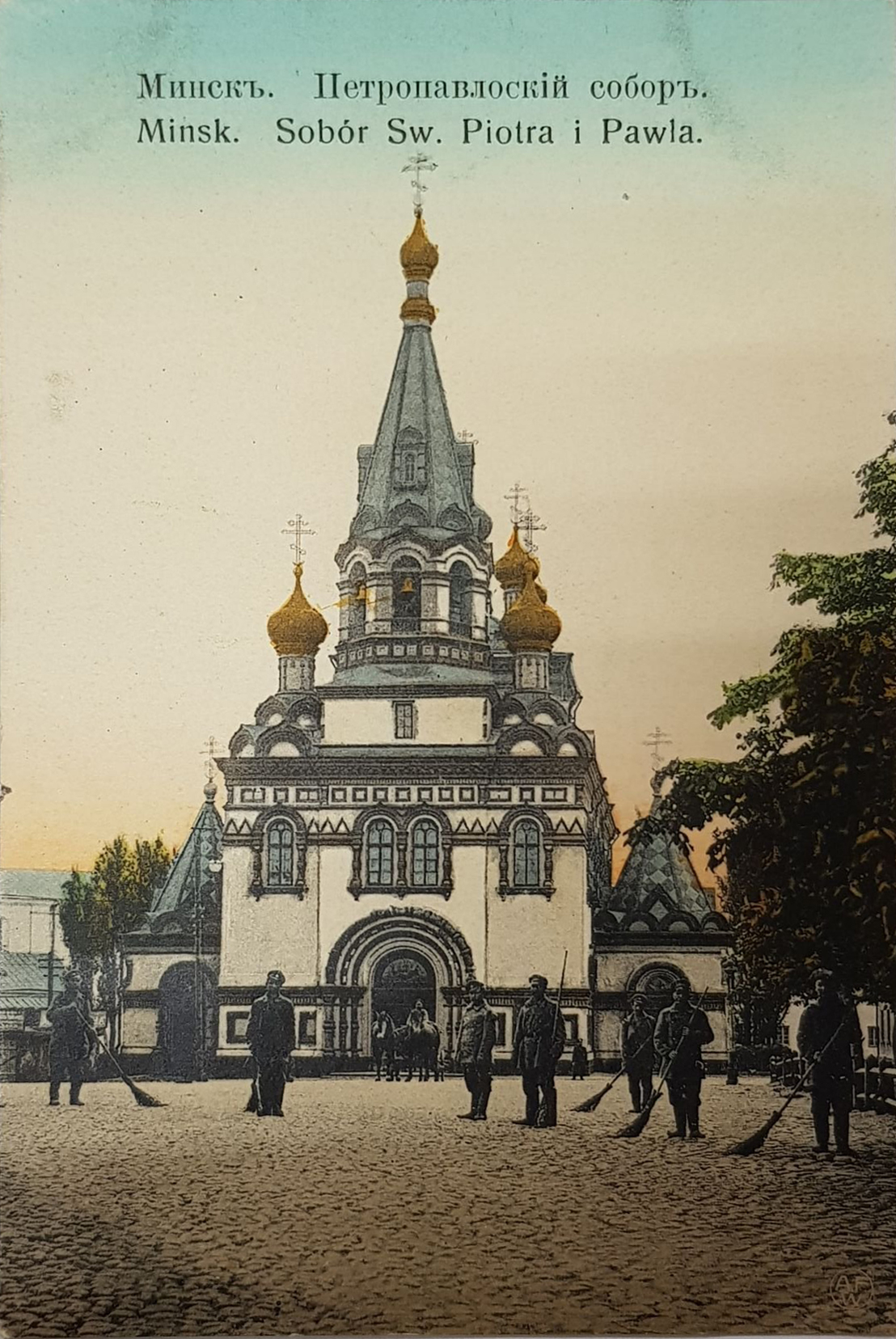
1913
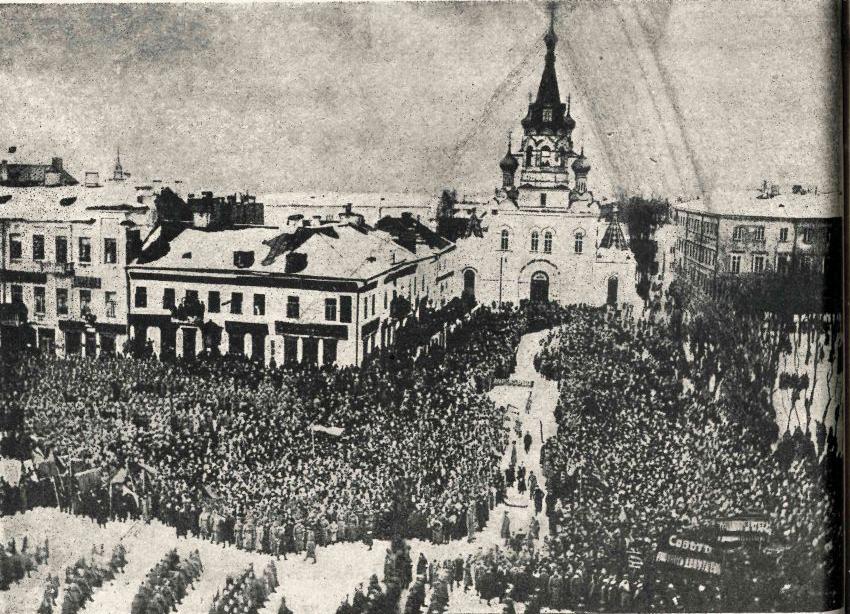
1914
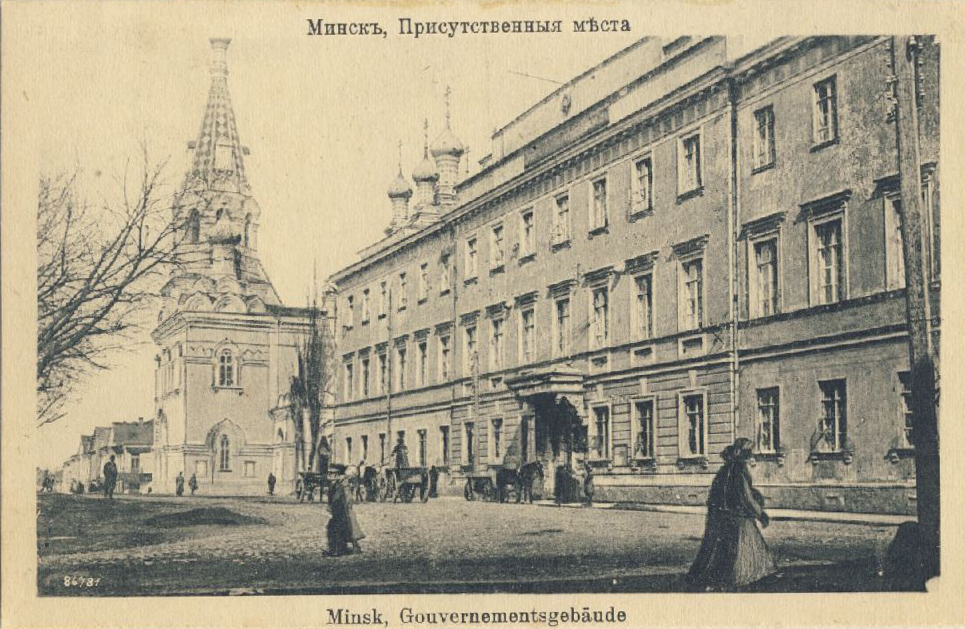
до 1918
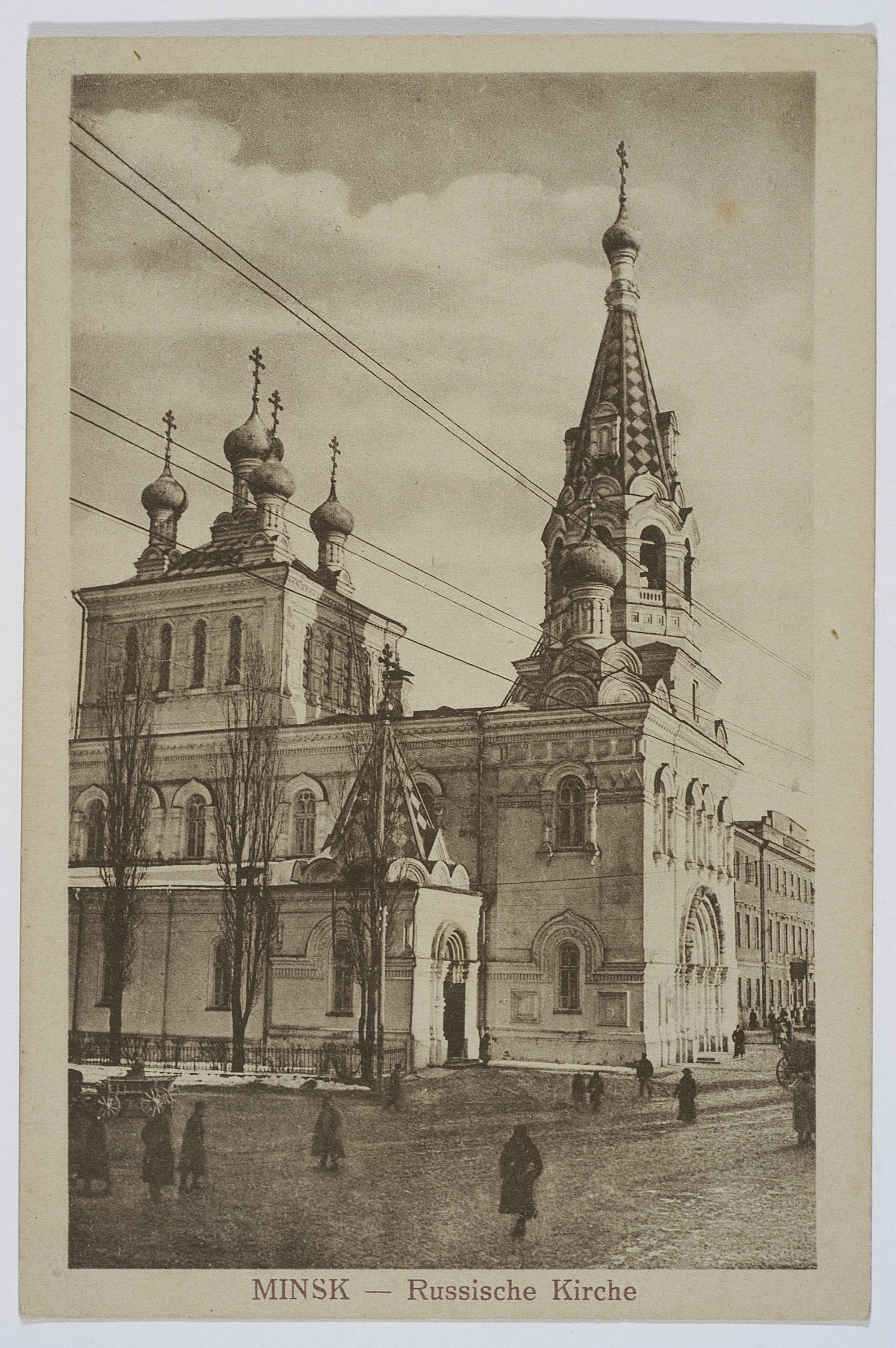
1918
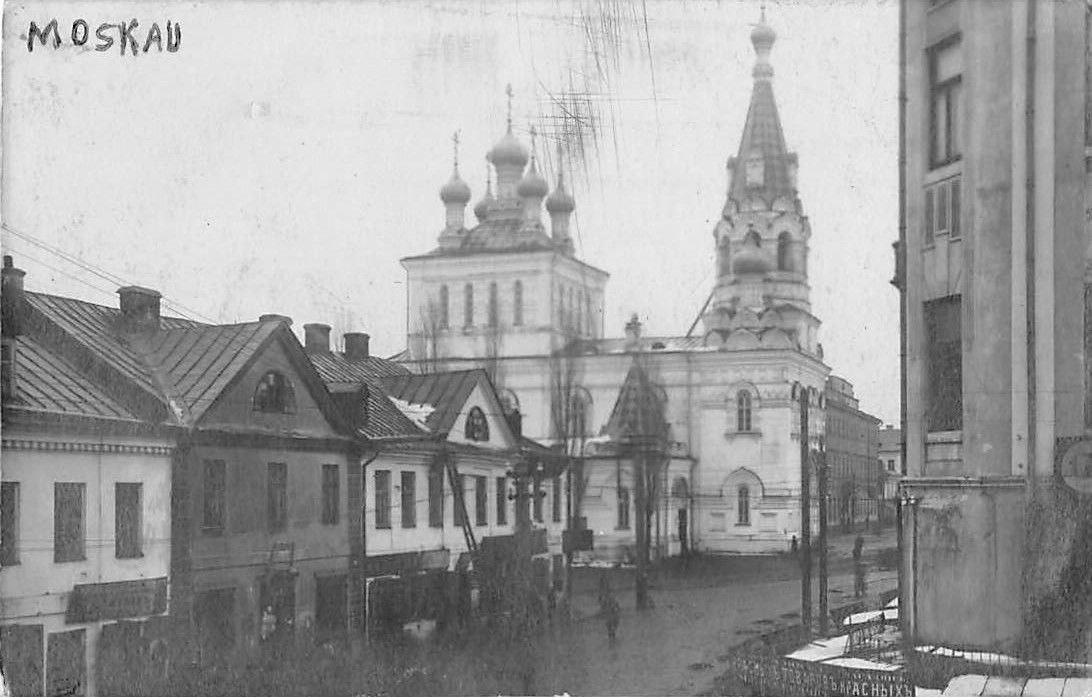
1918
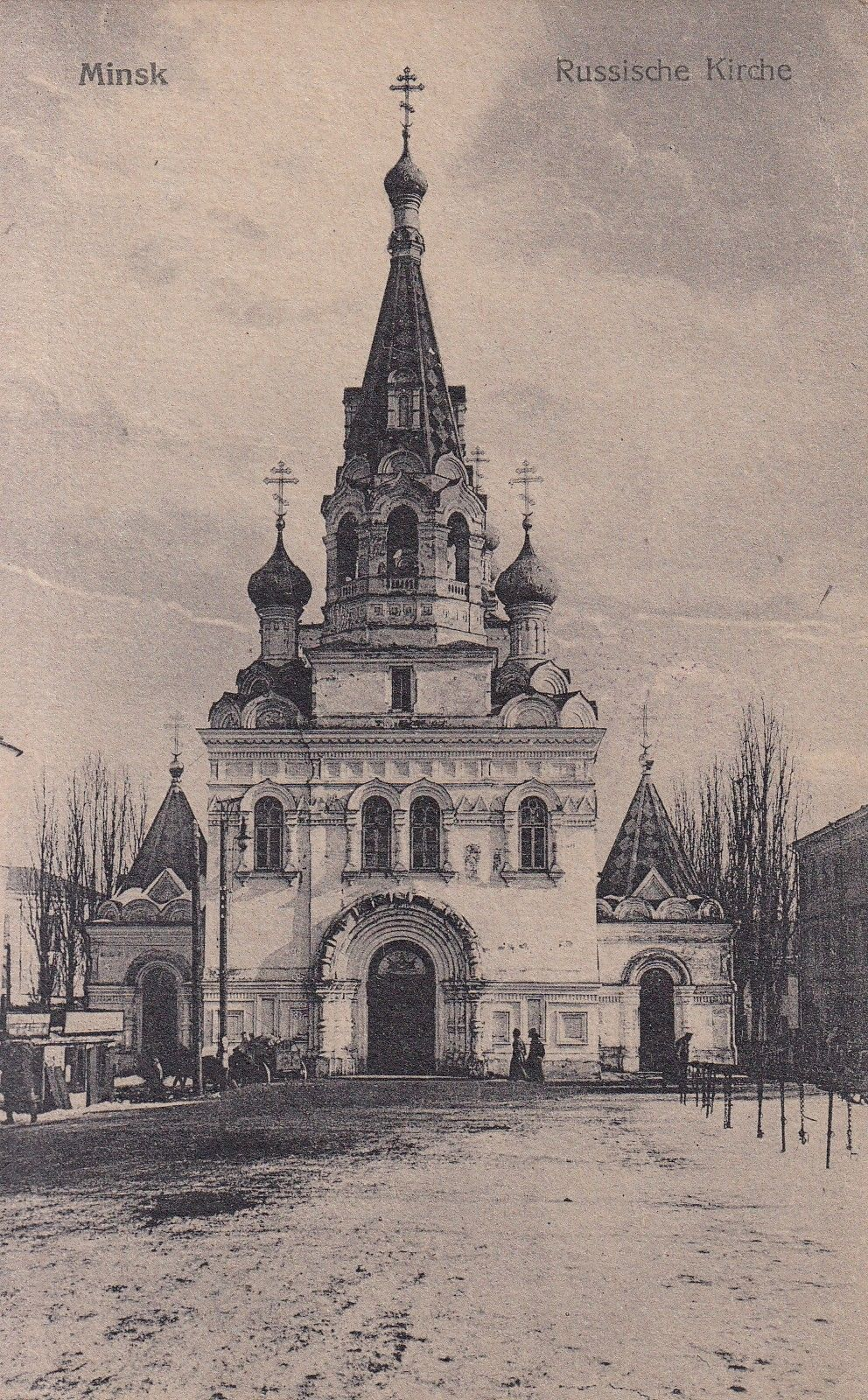
1918
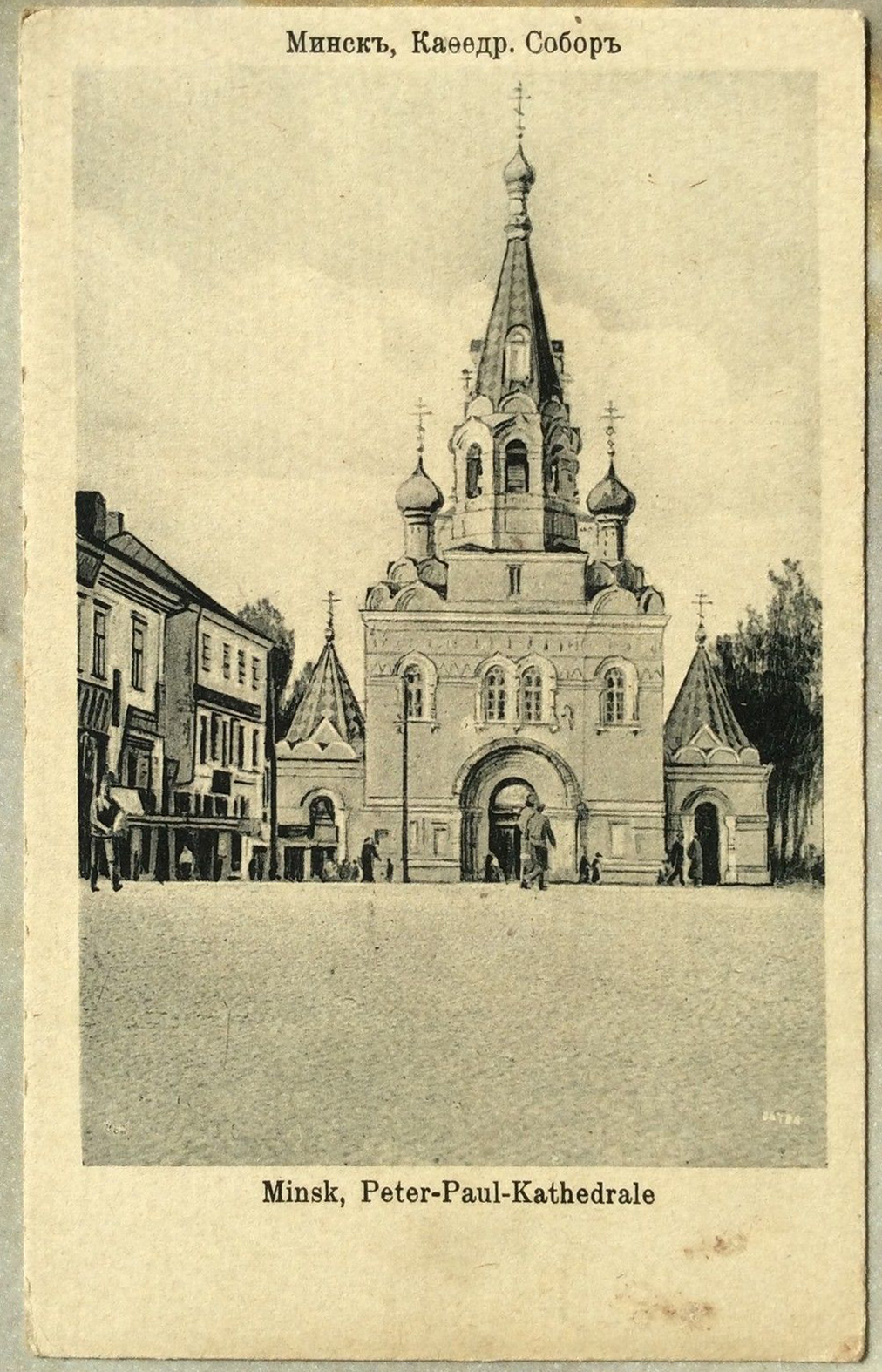
1918
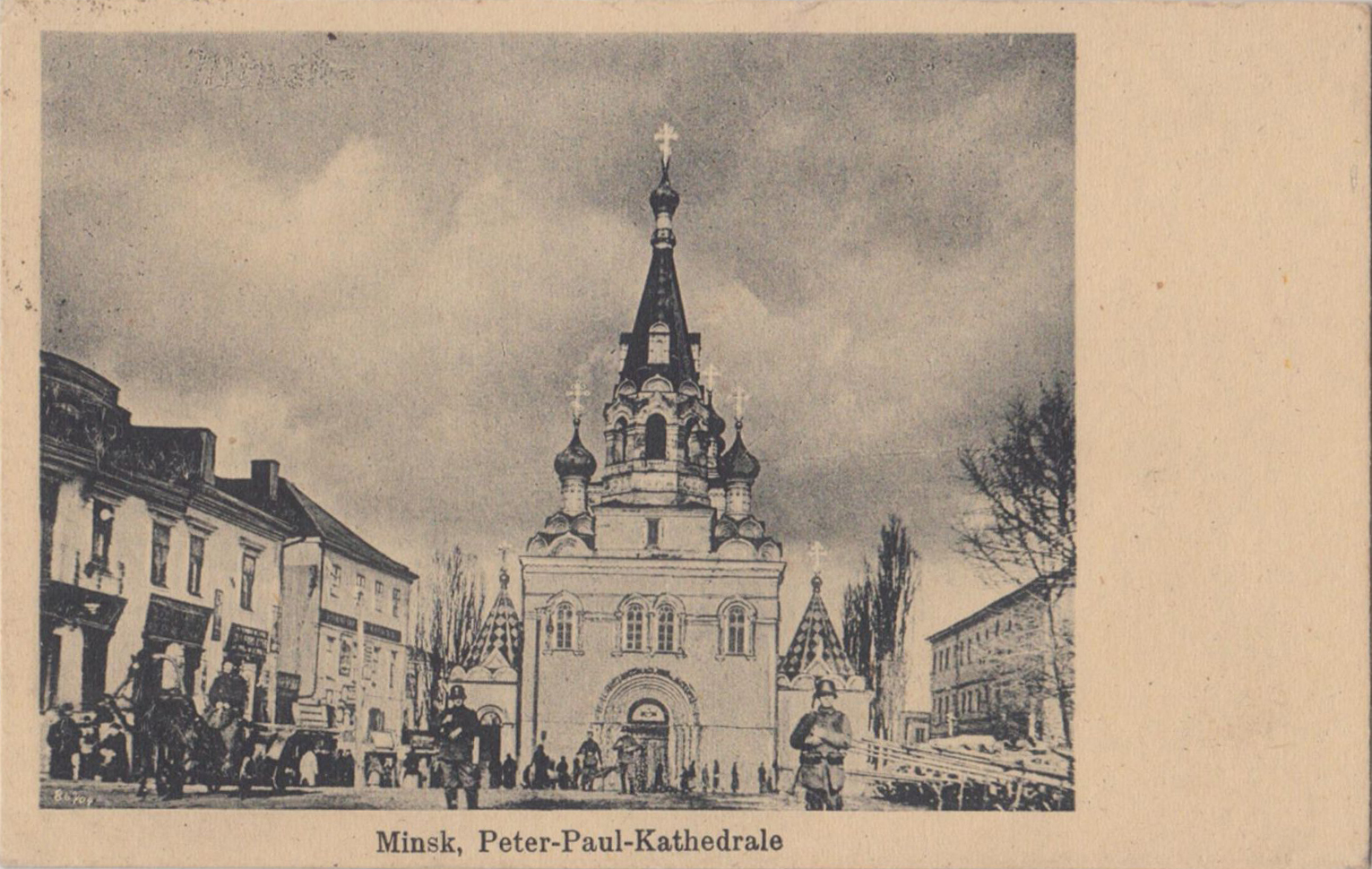
1918
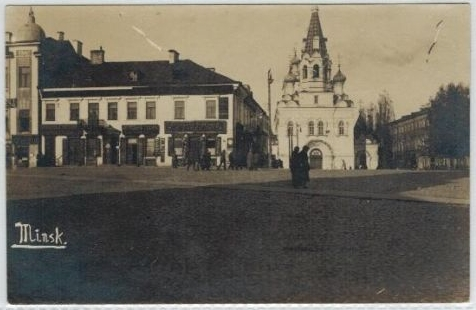
1918
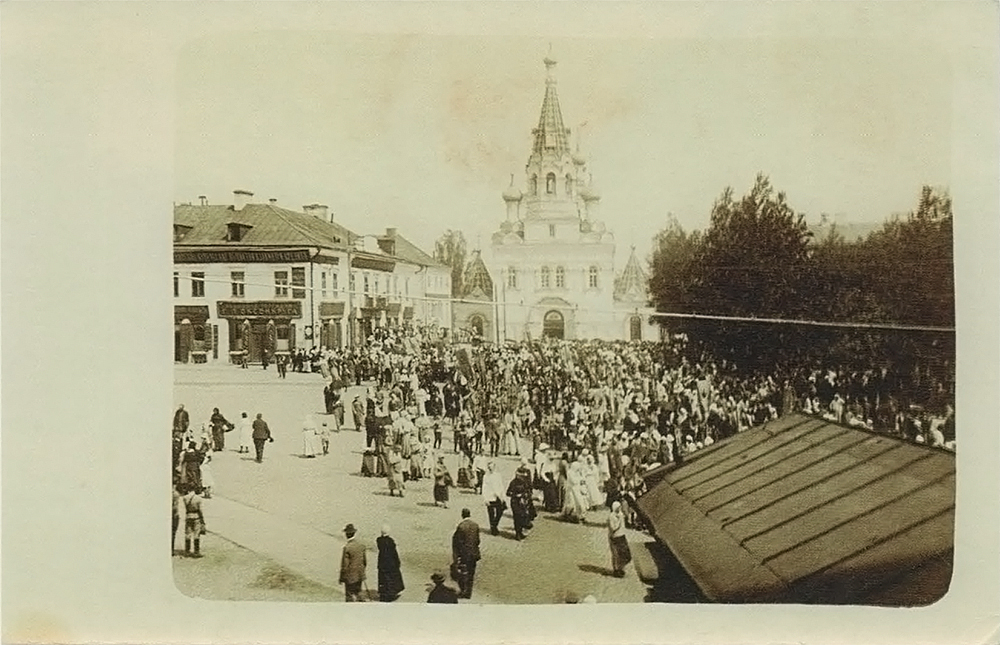
З боку катедри
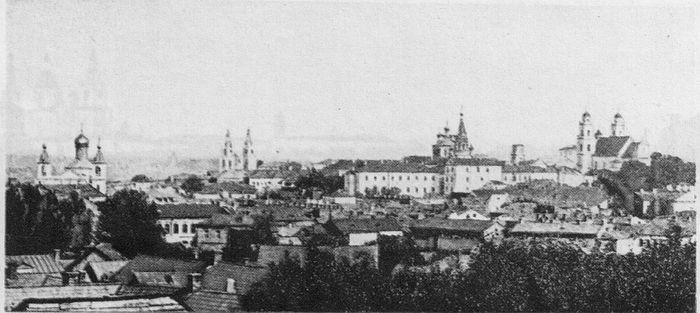
З боку Романівської Слободи
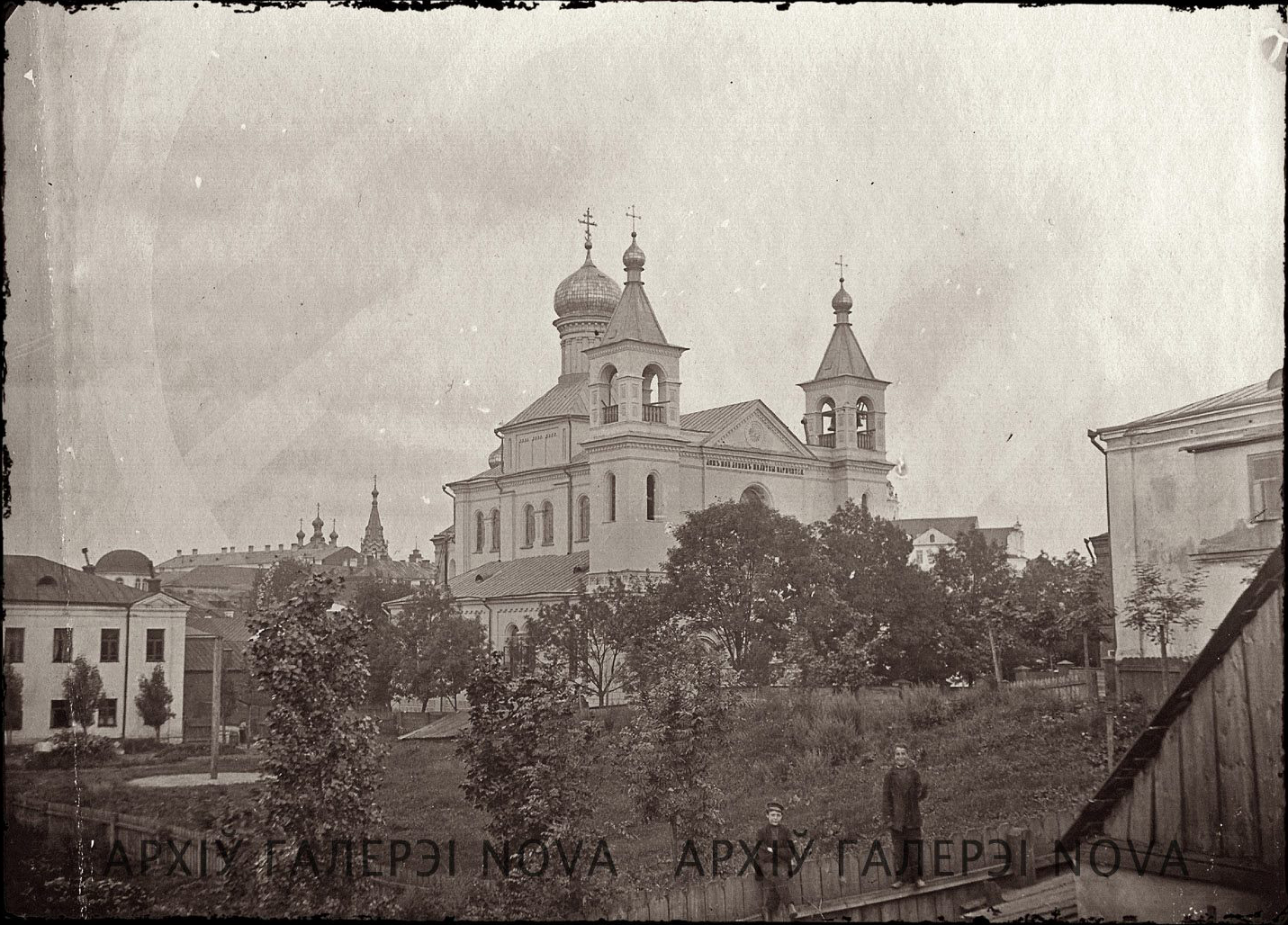
З боку Раківського передмістя, 1900
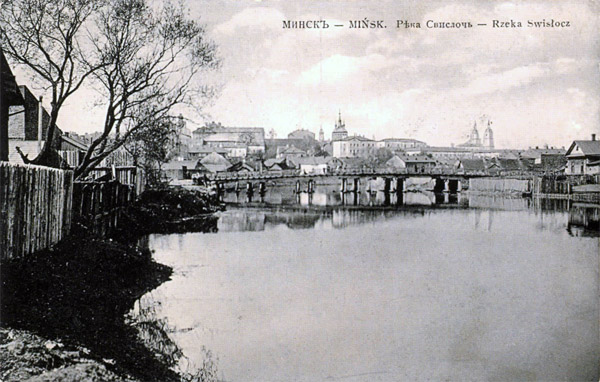
1913
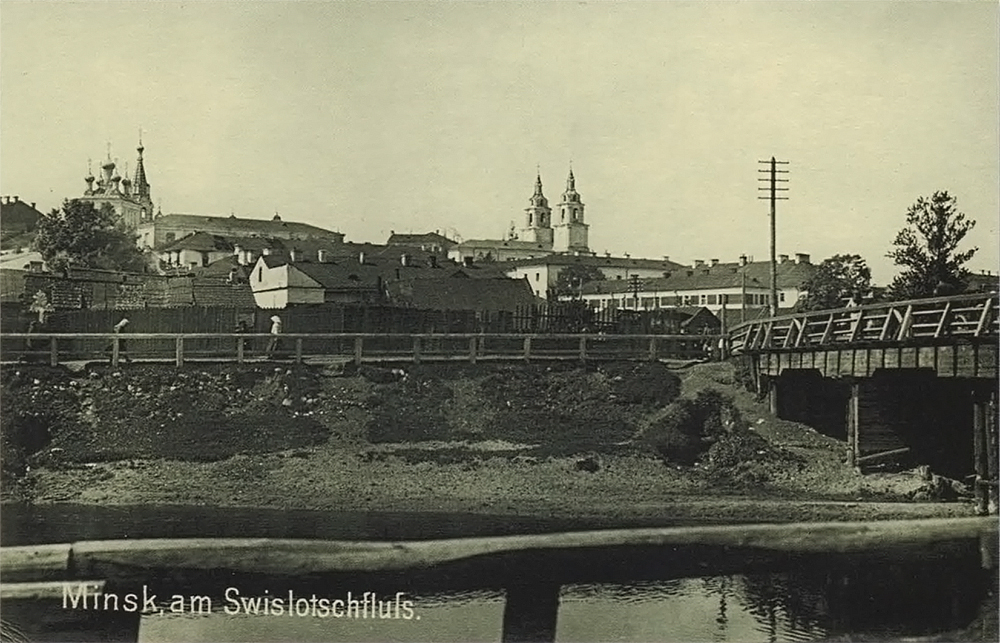
З боку Свіслочі, 1918
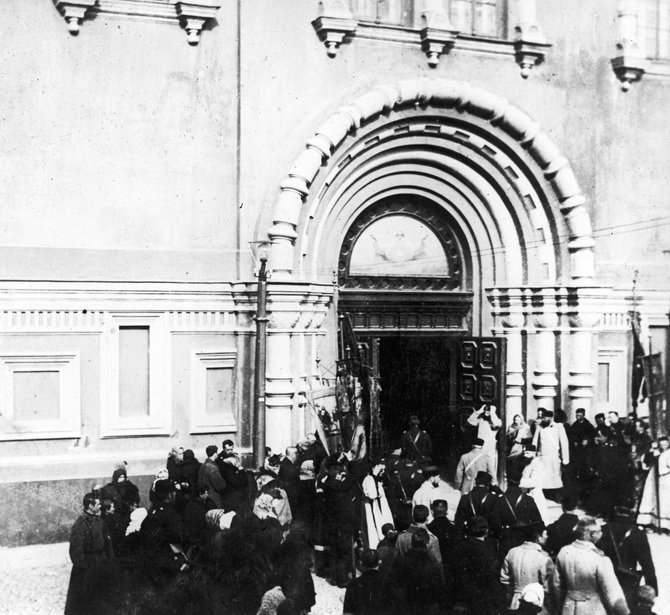
Вхід в церкву, 1897
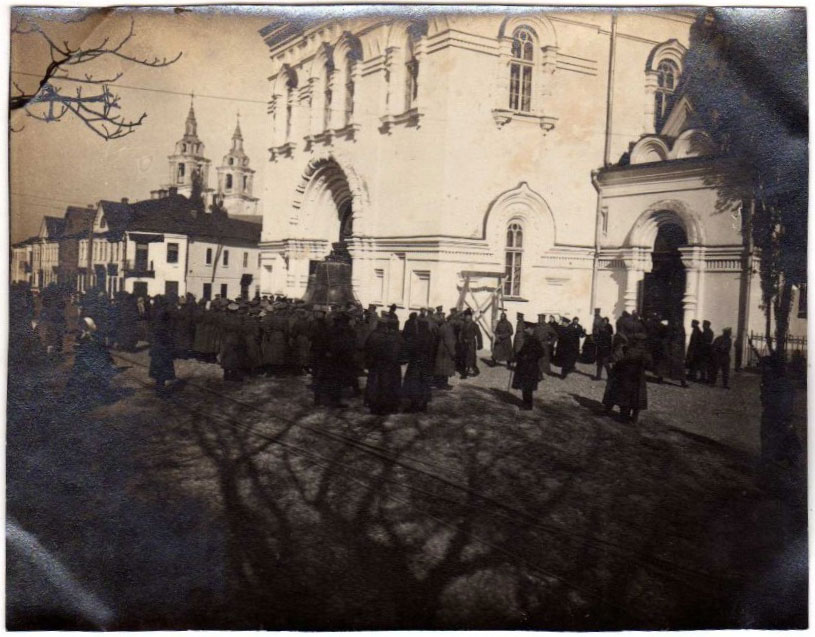
1915
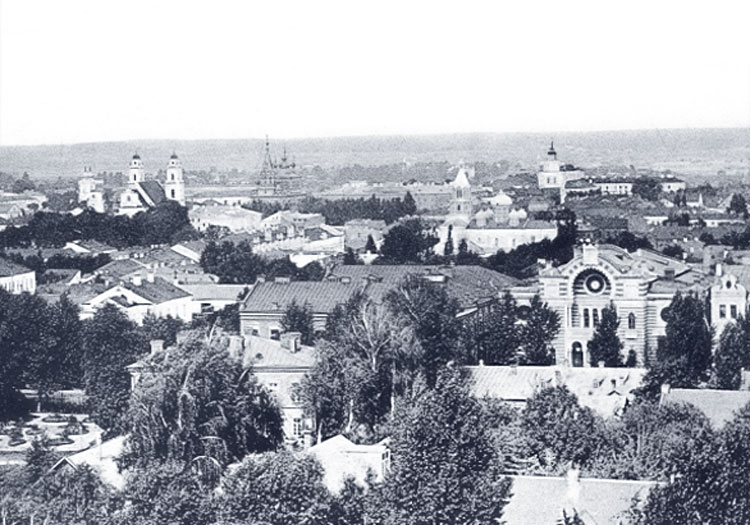
У панорамі Високого Міста
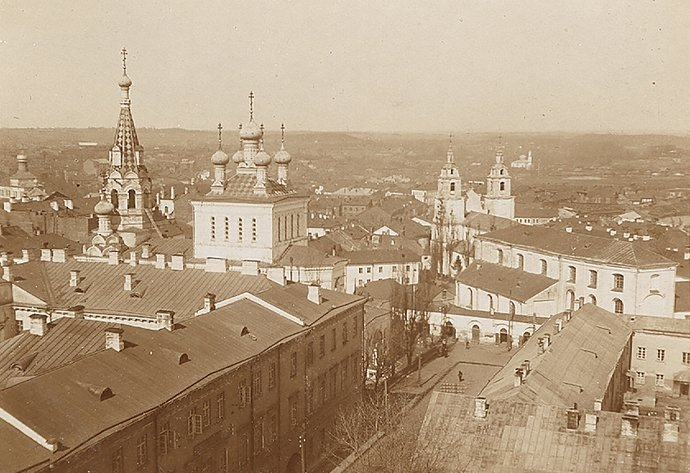
до 1918
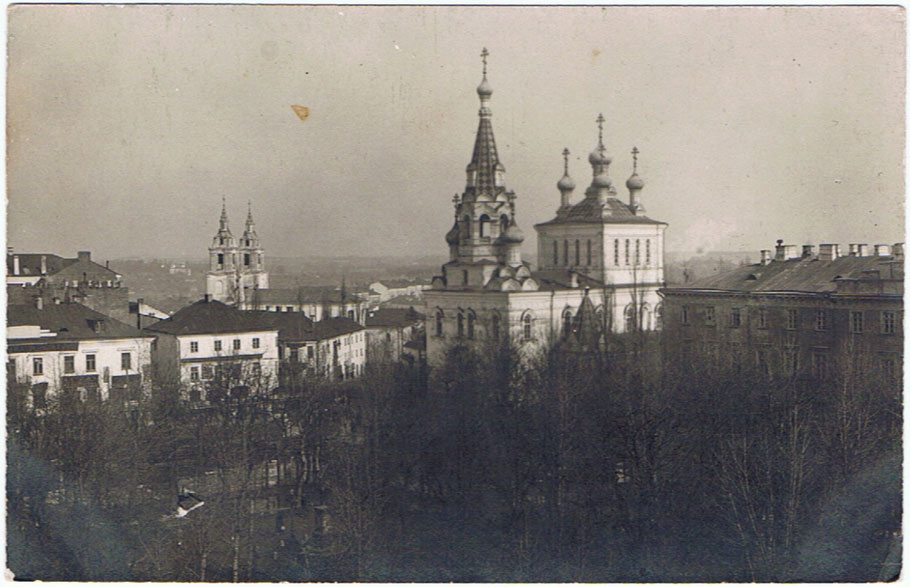
1918
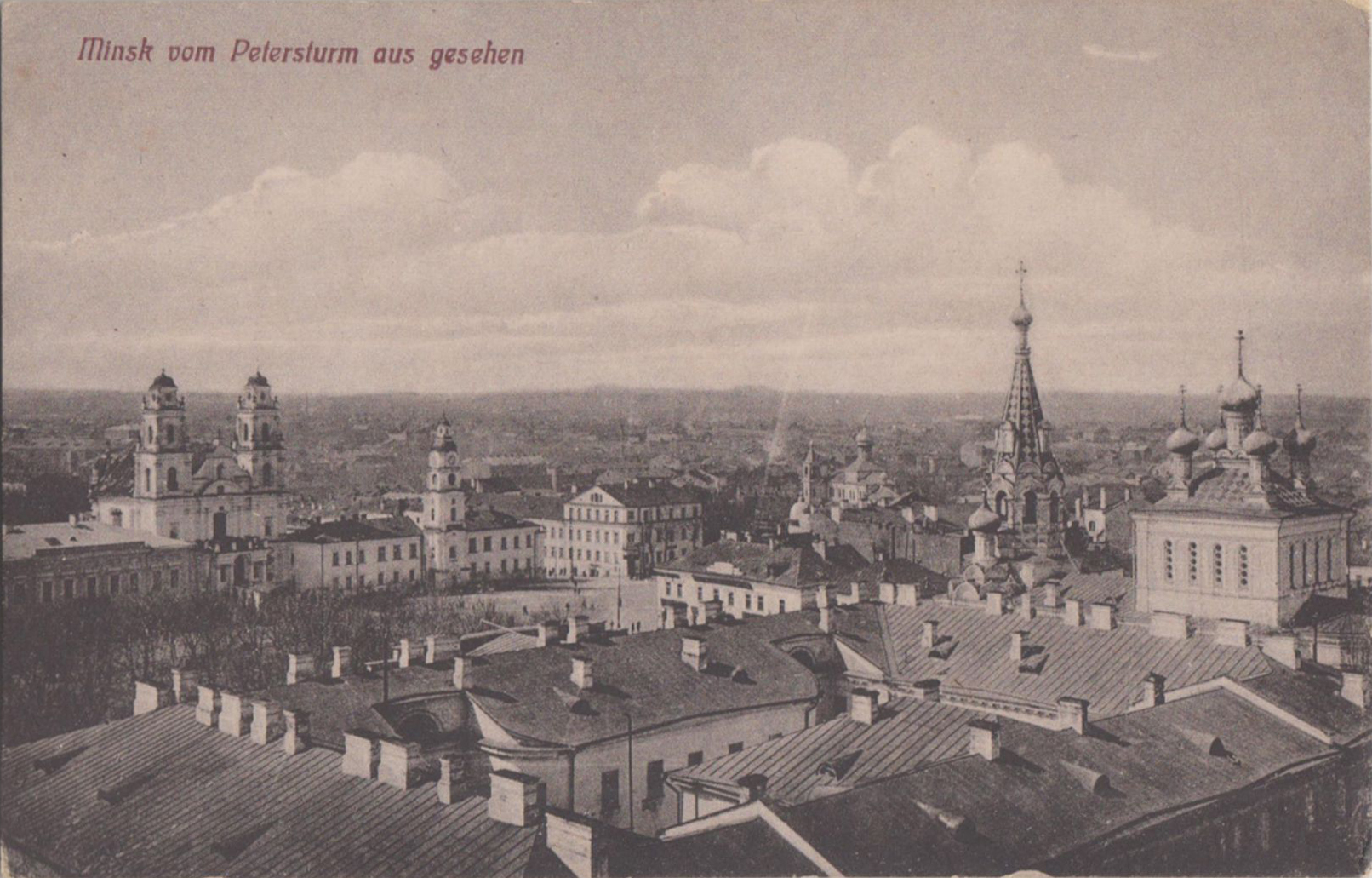
1918
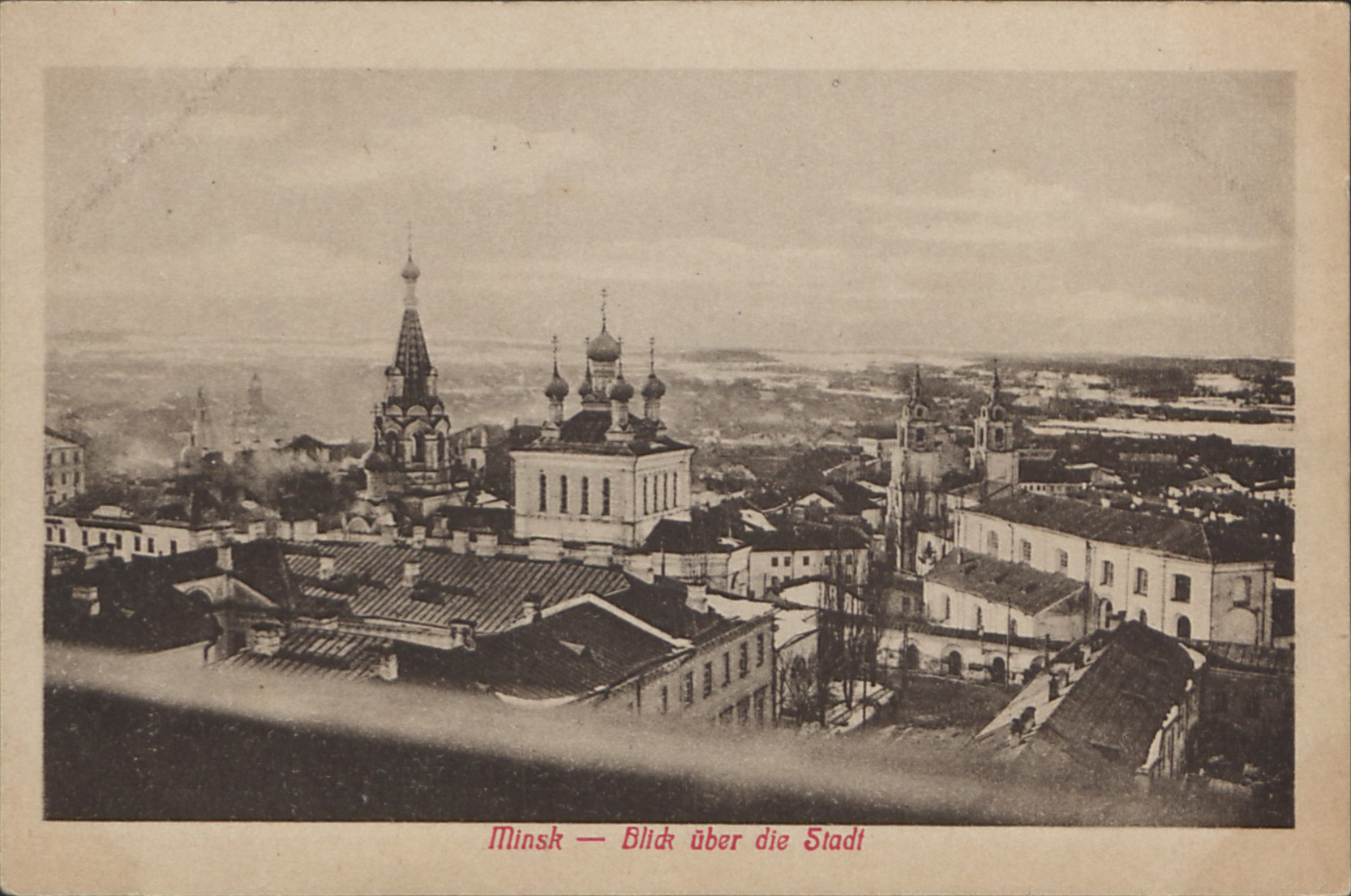
1918

Сучасний стан
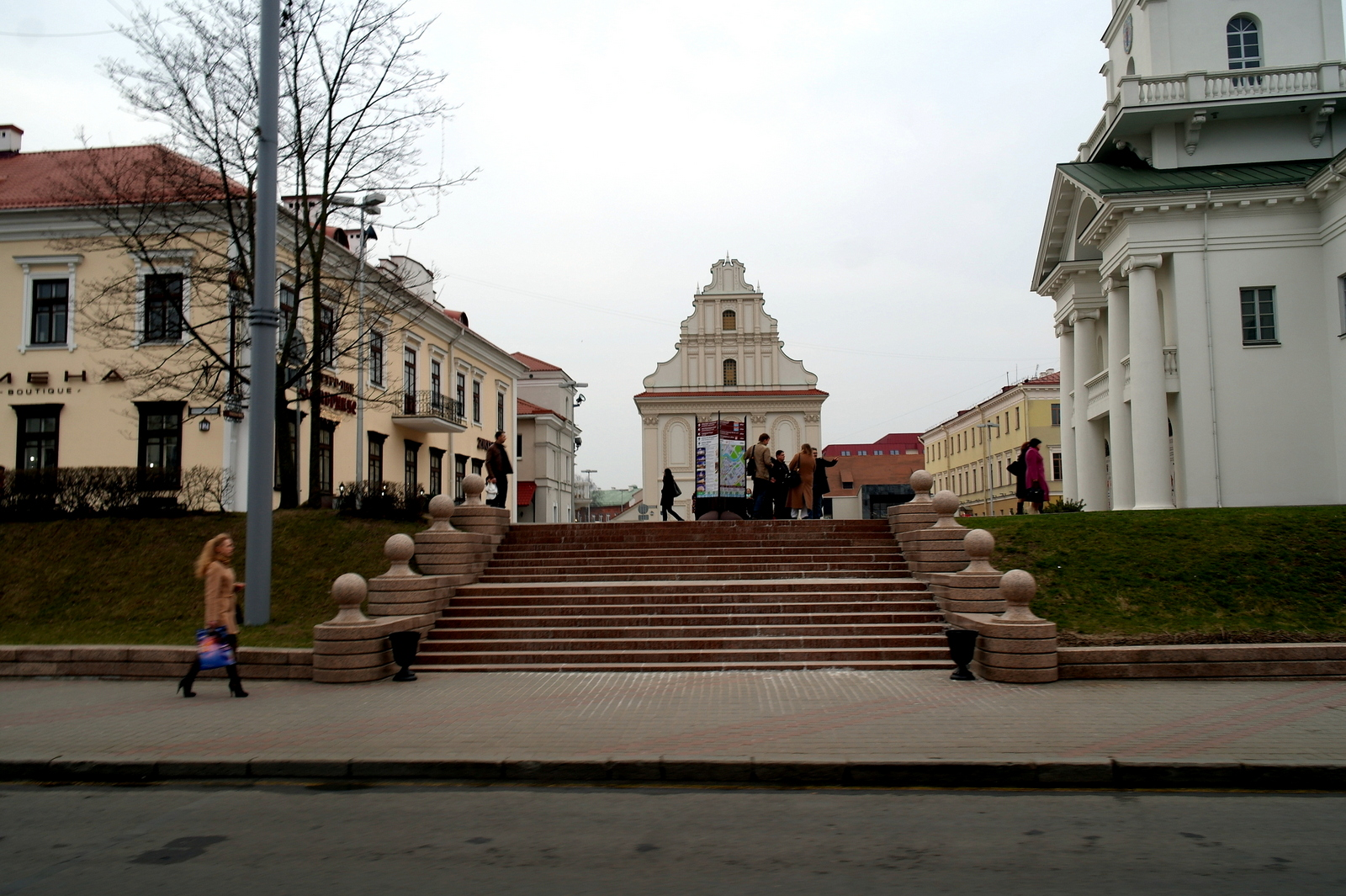
Вигляд з боку катедри
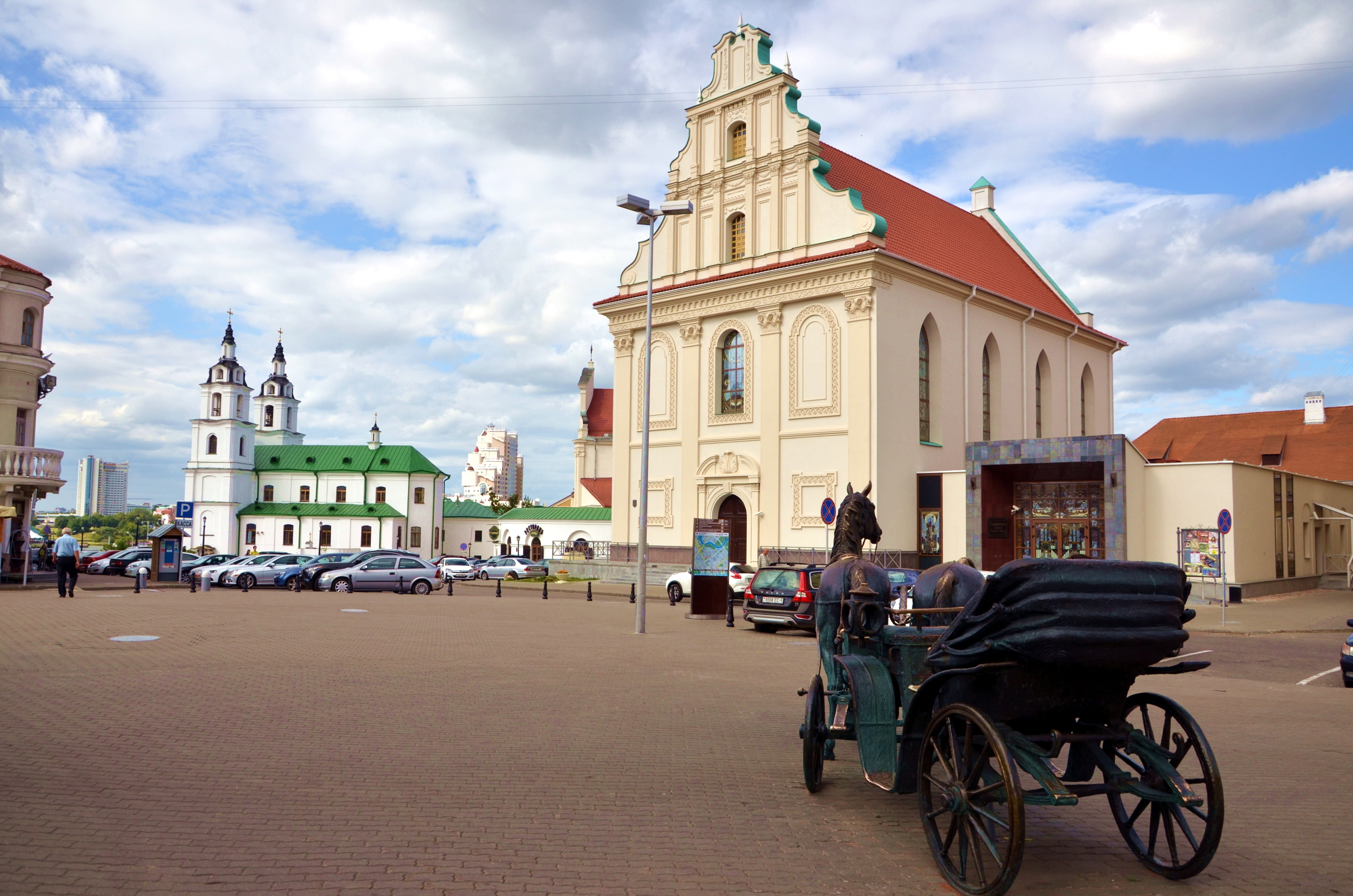
Загальний вигляд
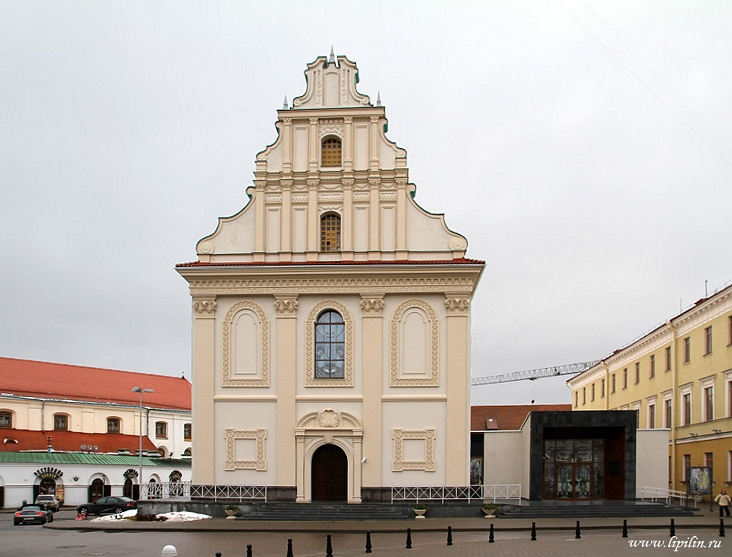
Головний фасад
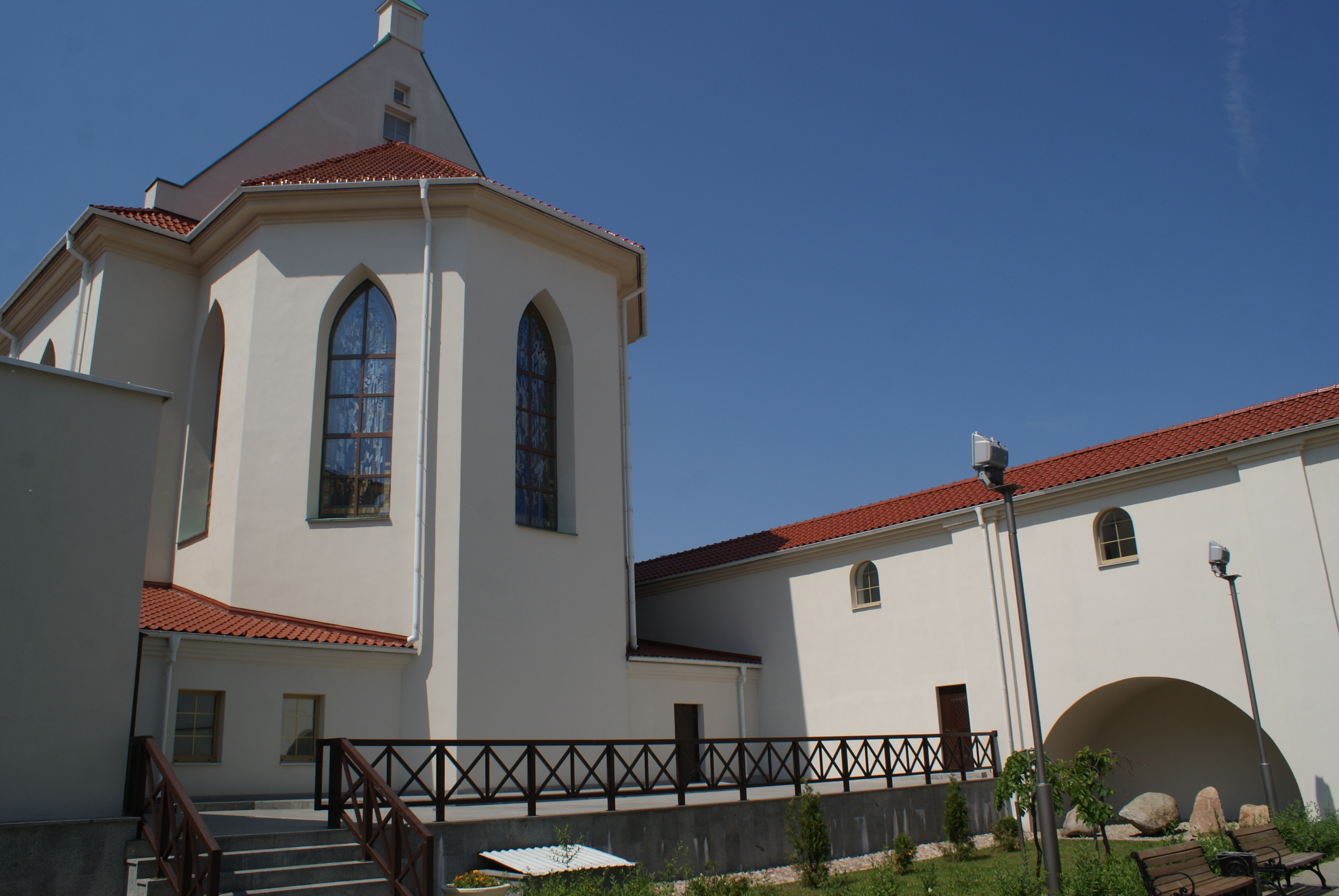
Вид з боку апсиди

## Додаткові відомості
- У крипті церкви, ймовірно, перебували останки Катерини Сапеги - дочки  великого канцлера литовського Лева Сапеги, яка була засновницею і першою настоятелькою мінського монастиря василіянок.
- Біля парадного входу до церкви 27 січня 1906 року І. Пуліхов зробив невдалий замах на мінського губернатора Курлова, що в 1905 році наказав розстріляти мирну демонстрацію на Привокзальній площі.
- У 1922 році в церкві пройшов собор духовенства, на якому постановили утворити Мінську митрополію; відповідно до нього мінський єпископ отримав повноваження управляти не тільки Мінською єпархією, а й Автокефальною Православною Церквою Білорусі.
- У 2004 році керівник Білоруського екзархату Московського патріархату Філарет (Вахромеєв) направив листа голові мінського міськвиконкому М. Павлову, в якому виступив з ініціативою не відновлювати церкву Святого Духа, а спорудити на її місці нову каплицю Московського патріархату; ще одну каплицю на честь Олександра Невського митрополит запропонував поставити на місці фундаментів Малого бенкетного двору.